# Fresques de la galerie Farnèse

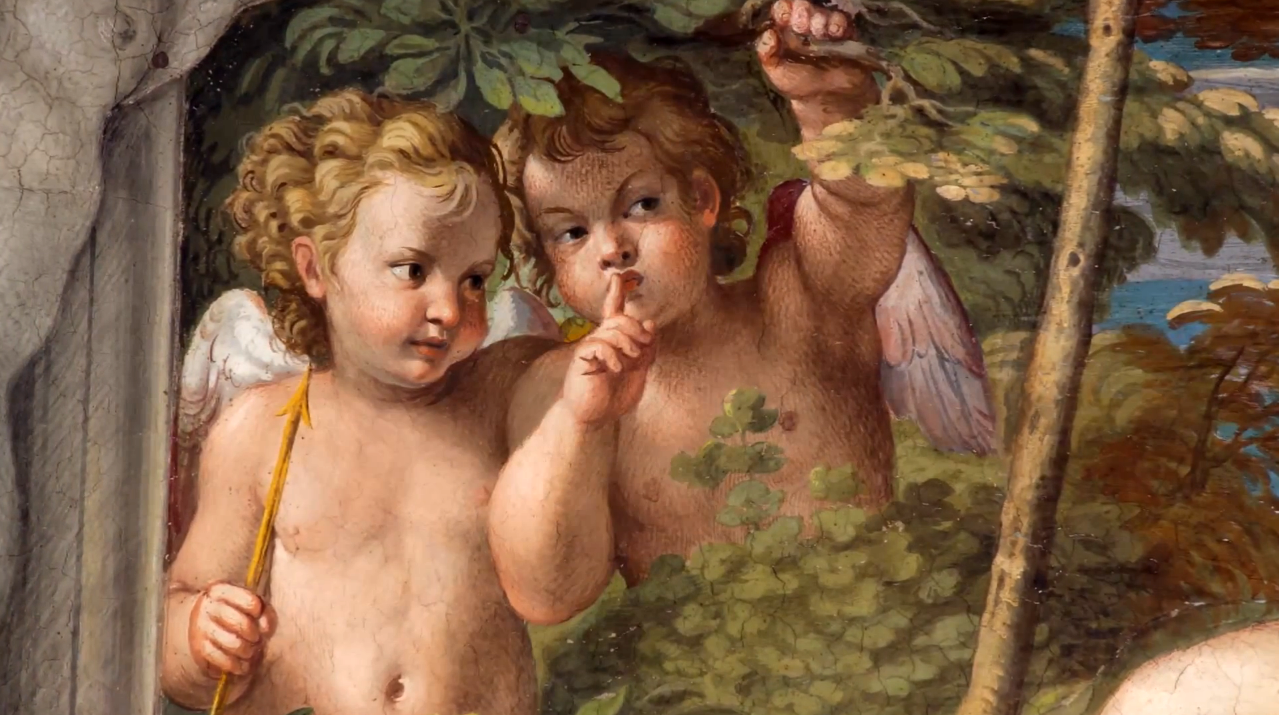
Détail.

Les fresques de la galerie Farnèse, situées dans le palais Farnèse à Rome (Italie), sont une œuvre d'Annibale Carracci exécutée en plusieurs étapes en 1597, puis entre 1606 et 1607. Ont également participé à leur réalisation, son frère Agostino Carracci et quelques-uns des élèves d'Annibale parmi lesquels Le Dominiquin ou le fils d'Agostino et élève de ce dernier et d'Annibale, Antonio Carracci.

« Ben noi in sì bel luogo invochiamo le Muse, per riportar degnamente con le parole la muta poesia delle favole esposte nella Galeria, nella quale entriamo »

— Giovanni Pietro Bellori, Le vite de' pittori, scultori et architetti moderni — 1672

## Historique

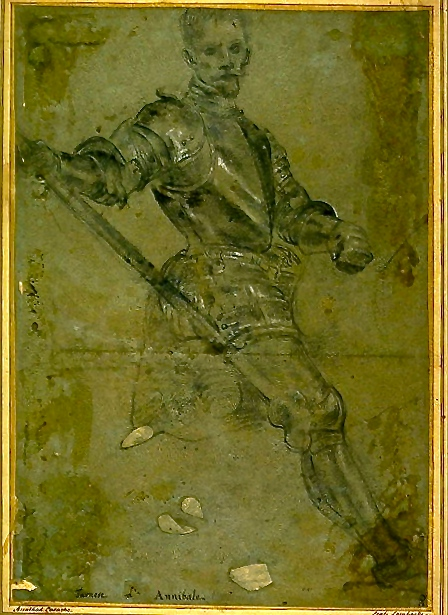
Annibale Carracci, Étude pour un portrait équestre d'Alexandre Farnèse (vers 1595), Paris, musée du Louvre, département des Arts graphiques.

Annibale Carracci est appelé à Rome par le cardinal Édouard Farnèse pour décorer son palais donnant sur le Tibre.
Cette prestigieuse commande est certainement favorisée par Gabriele Bombasi (it), érudit originaire de Reggio d'Émilie, familier des Farnèse, alors présent à la cour de Parme, et connu par Annibale à Reggio où le plus jeune des Carracci avait réalisé diverses œuvres (dont plus aucune ne se trouve sur place). Il n'est pas exclu cependant que les contacts d'Annibale avec les Farnèse soient antérieurs à la rencontre avec Gabriele Bombasi : dans les années 1580, Annibale avait réalisé, avant les œuvres de Reggio, plusieurs peintures à Parme, siège de la cour de Ranuccio Farnese, duc de Parme et Plaisance et frère d'Édouard. En particulier, la première œuvre parmesane de Carracci fut un grand retable représentant une Pietà avec les saints (1585), exécuté pour l'église des Capucins (aujourd'hui dans la galerie de la ville). La congrégation s'était installée à Parme à la demande des Farnèse et cette installation pourrait être précisément l'occasion de l'instauration des rapports entre le peintre bolonais et la grande maison romaine qui auraient ensuite conduit, des années plus tard, à la venue d'Annibale à Rome à la demande d'Édouard.

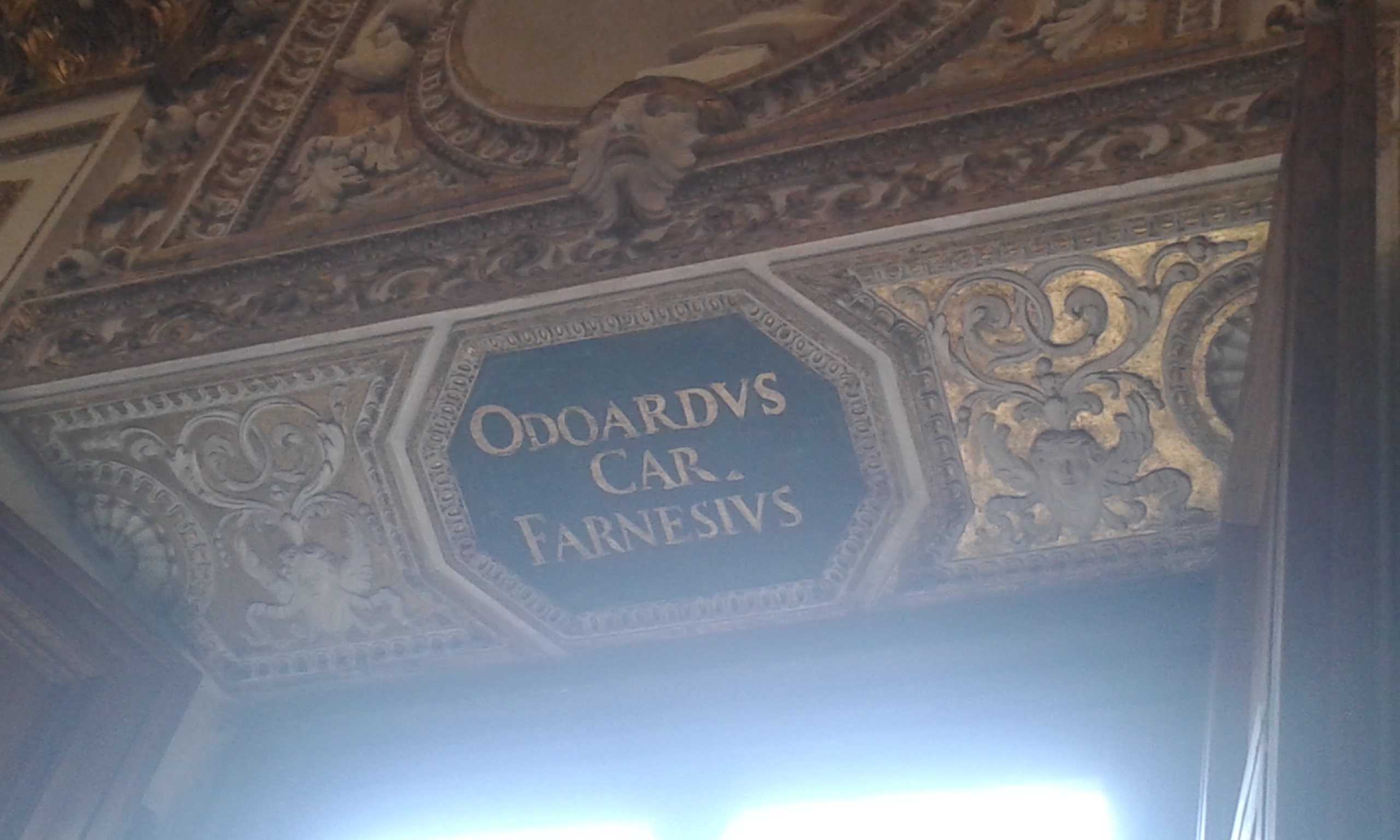
Dédicace à Édouard Farnèse sur le rebord de l'une des fenêtres de la galerie.

Après un premier et bref séjour préliminaire à Rome, en 1594, Annibale entre définitivement au service du cardinal Farnèse en 1595. Dans l'intention initiale de son nouveau mécène, la décoration du palais concerne la Grande Salle, un salon de réception dans les appartements particuliers, à décorer à fresque avec la geste militaire d'Alexandre Farnèse — père d'Édouard et de Ranuccio — capitaine des armées impériales de Philippe II à la tête desquelles, entre 1577 et 1579, il avait obtenu d'importantes victoires en Flandre contre les factions orangistes.
Comme il ressort d'études préliminaires suggérant un lien avec le cycle imaginé pour la Grande Salle — notamment un portrait équestre du duc Alexandre — Annibale commence peut-être à travailler sur le projet de décoration du salon, mais ce projet est tout d'abord suspendu puis, pour des raisons inconnues, définitivement abandonné. La première pièce du palais qu'Annibale Carracci décore effectivement est le cabinet privé d'Édouard Farnèse, connu sous l'appellation de Camerino Farnèse, dans lequel il réalise un cycle de fresques sur les Histoires d'Hercule et pour lequel il peint la toile Le Choix d'Hercule. Cette première tâche terminée, il peut effectivement commencer — en 1597 selon l'hypothèse la plus suivie — la décoration de la galerie.

## La galerie

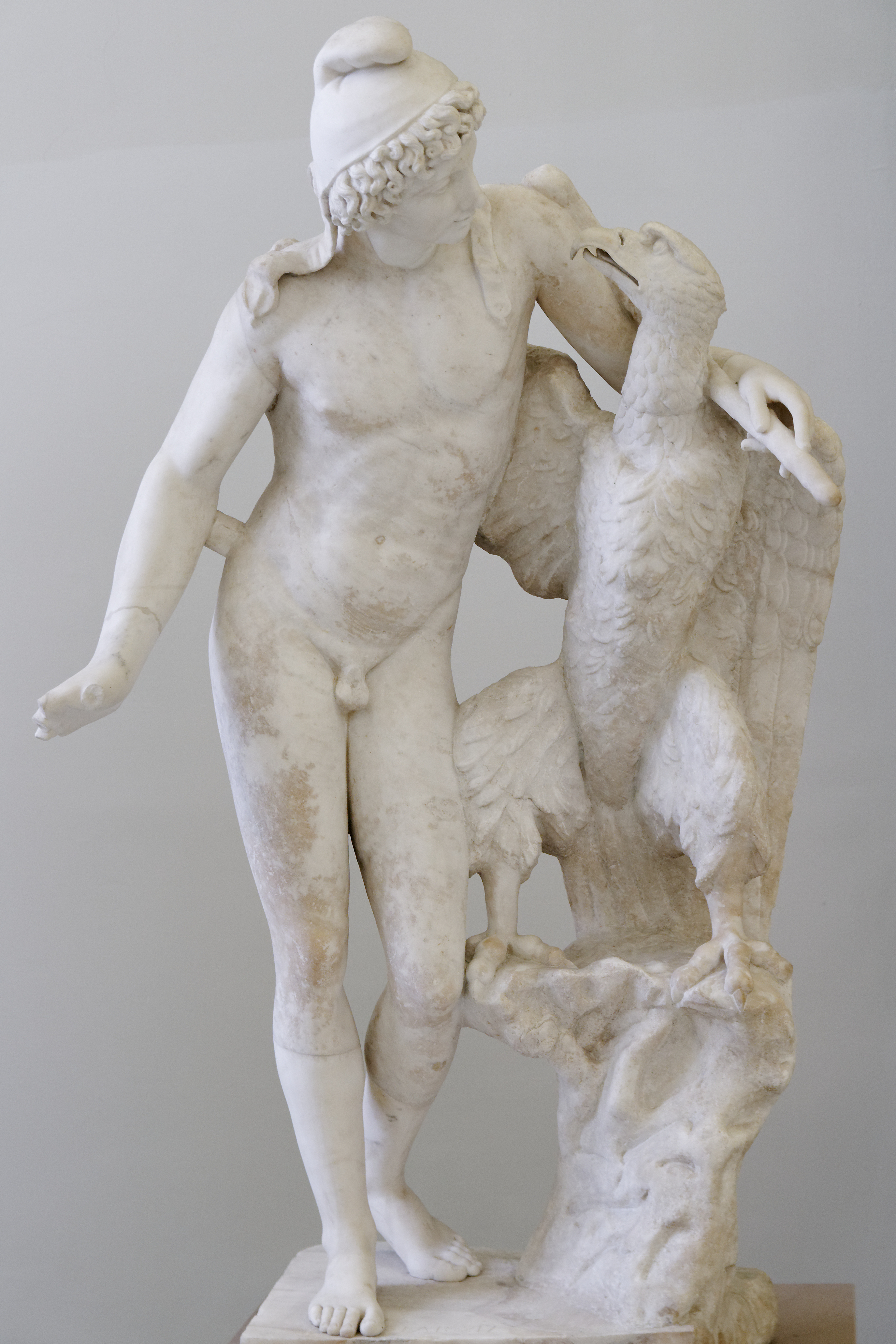
Ganymède et l'aigle (collection Farnèse, musée archéologique national de Naples).

La galerie Farnèse est une loggia couverte située sur le côté du palais qui donne vers la Via Giulia et le Tibre. Elle fut réalisée par Giacomo della Porta sur le projet de Jacopo Barozzi da Vignola. Il s'agit d'une pièce plutôt étroite d'environ six mètres et longue d'un peu plus de vingt mètres. Elle ne reçoit la lumière naturelle que par l'un des côtés longs (celui dont la façade se trouve Via Giulia) dans lequel sont ouvertes trois fenêtres. Elle culmine à près de dix mètres dans une voûte en berceau soutenue par une série de pilastres.

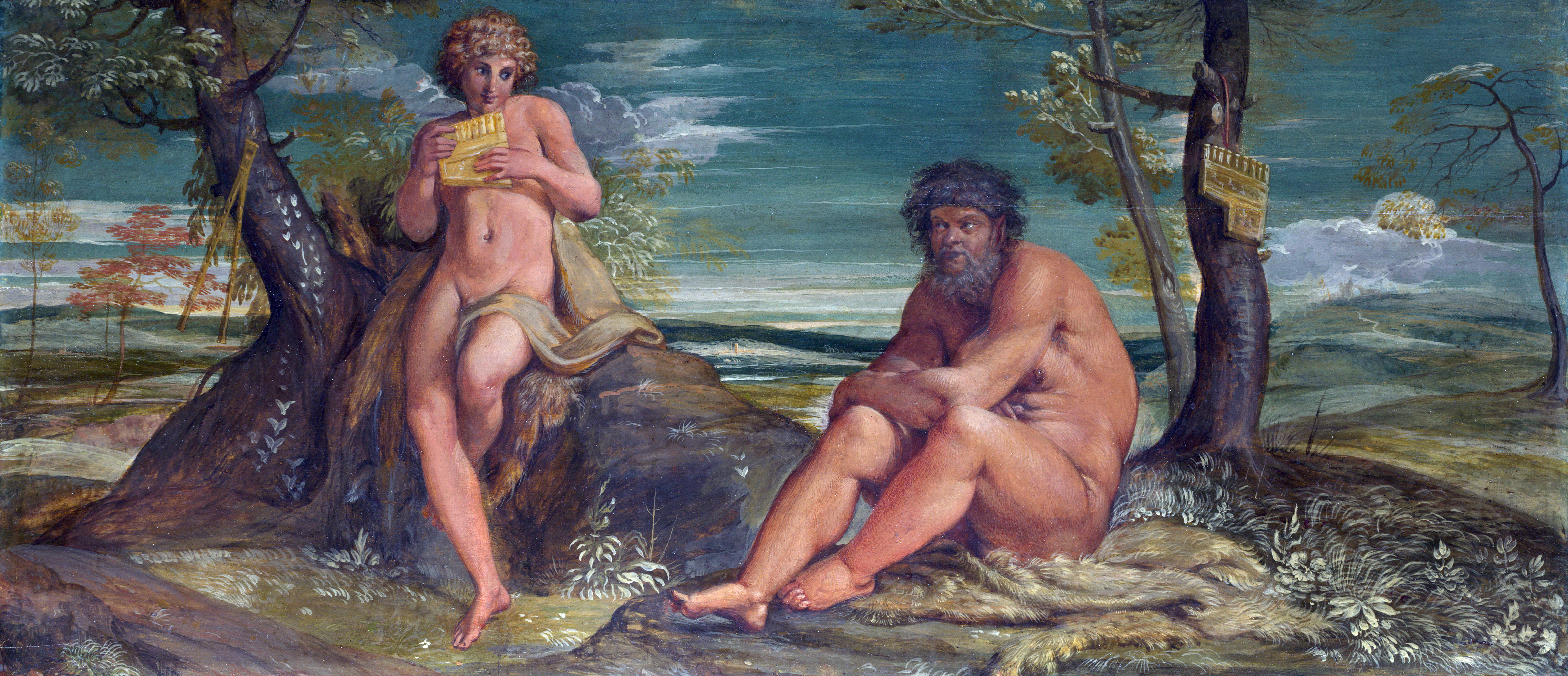
Annibale Carracci, Marsyas et Olympos, Panneau peint d'un instrument de musique, Londres, National Gallery.

Sur les deux côtés longs sont ouvertes des niches dans lesquelles étaient placées les statues antiques de la collection Farnèse aujourd'hui conservées pour la plupart au musée archéologique national de Naples.
La fonction de la pièce n'est pas clairement établie mais il est probable qu'elle fut une salle de musique. Certains des inventaires farnésiens attestent en effet la présence d'instruments de musique. Annibale Carracci lui-même a travaillé à la décoration de clavecins — dont les panneaux peints se trouvent aujourd'hui à la National Gallery de Londres — qui montrent une assonance thématique avec les fresques de la galerie et laissent supposer qu'ils furent réalisés pour être installés ici.

## La voûte
En 1597, Annibale commence, avec l'aide de son frère Agostino Carracci, la décoration de la voûte, qui est la première section de la galerie à recevoir des fresques.

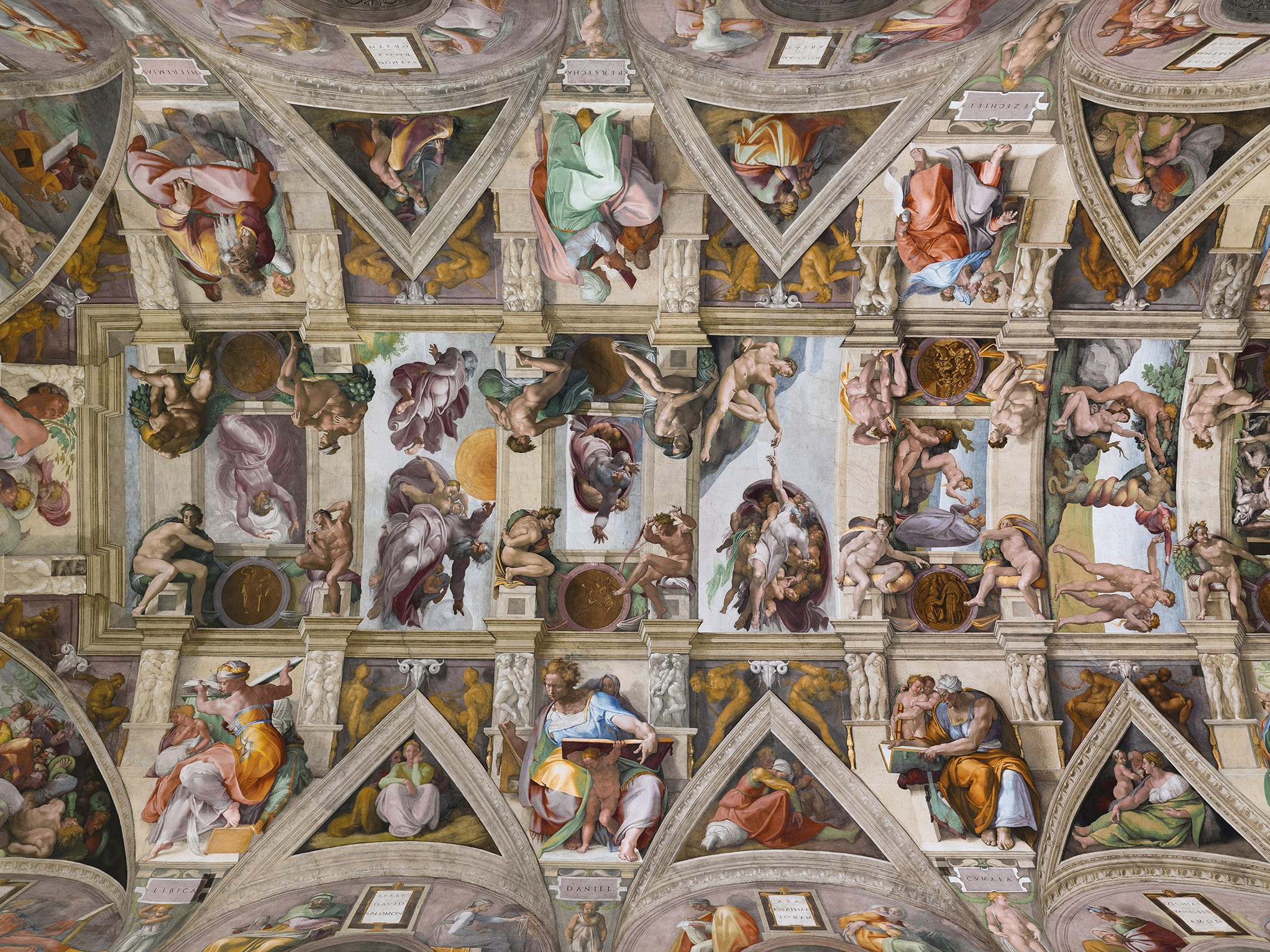
Michel-Ange, plafond de la chapelle Sixtine (détail), 1508-1512, Vatican.

Comme en témoignent des études préparatoires, Annibale, dans un premier temps, pense recourir pour la partition de la surface à peindre à un système de frises — mode décoratif typiquement bolonais — qui lui est déjà familier pour l'avoir, avec Agostino et son cousin Lodovico, expérimenté dans la décoration de plusieurs demeures de sa ville natale. Toutefois, la forme en berceau de la voûte de la galerie et la nécessité d'en décorer également la partie centrale rendent inopérant le schéma de la frise à la bolonaise qui suppose des murs plats à l'intérieur d'une pièce quadrangulaire. Annibale estime nécessaire de prendre en considération d'autres schémas décoratifs. Le résultat final est une originale combinaison entre trois systèmes différents : le système de la frise, le système utilisant l'architecture et celui des tableaux rapportés, c'est-à-dire renfermant les scènes peintes à fresque dans d'imaginaires corniches simulant des toiles posées sur le mur.
Pour ce faire, Annibale utilise en les fusionnant plusieurs exemples de décoration de plafonds, en premier lieu celui de la chapelle Sixtine de Michel-Ange. À ce précédent, Carracci emprunte avant tout la subdivision de l'espace et une architecture feinte. Sur la véritable corniche de la galerie, il place une série d'atlantes (prolongements idéaux des pilastres de la salle) qui à leur tour soutiennent une architrave symbolique, éléments d'architecture peinte dérivant de la partition du plafond de la Sixtine.

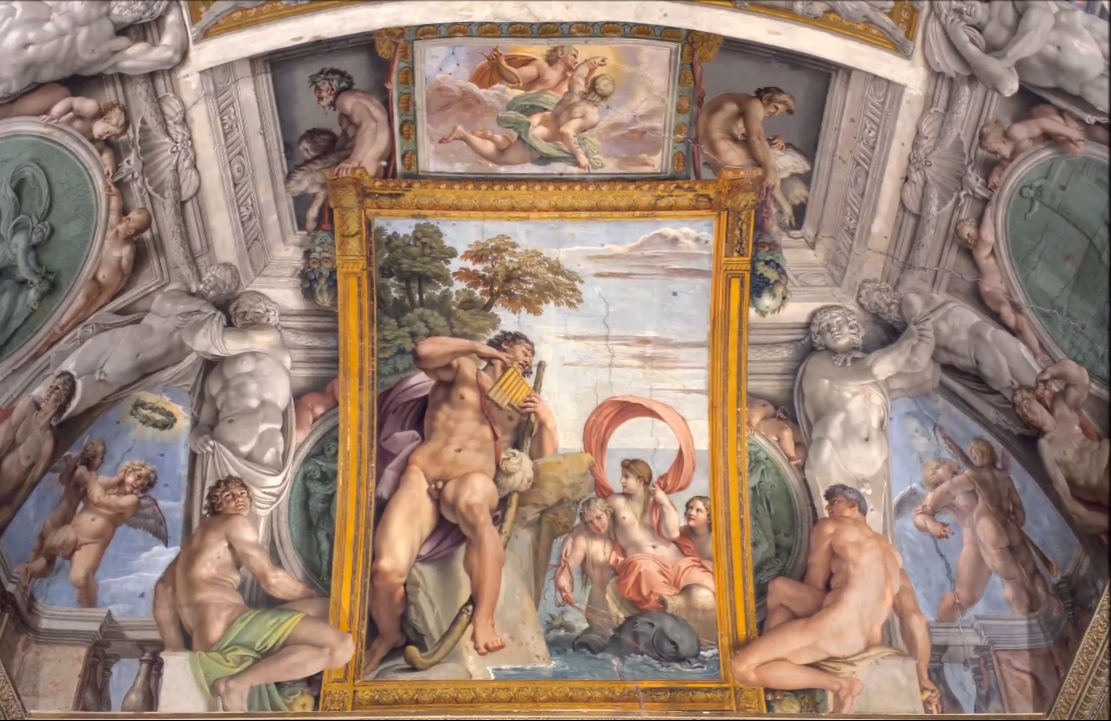
L'un des petits côtés de la voûte où l'on saisit pleinement la construction complexe et illusionniste et la variété des inventions picturales des fresques de la galerie.

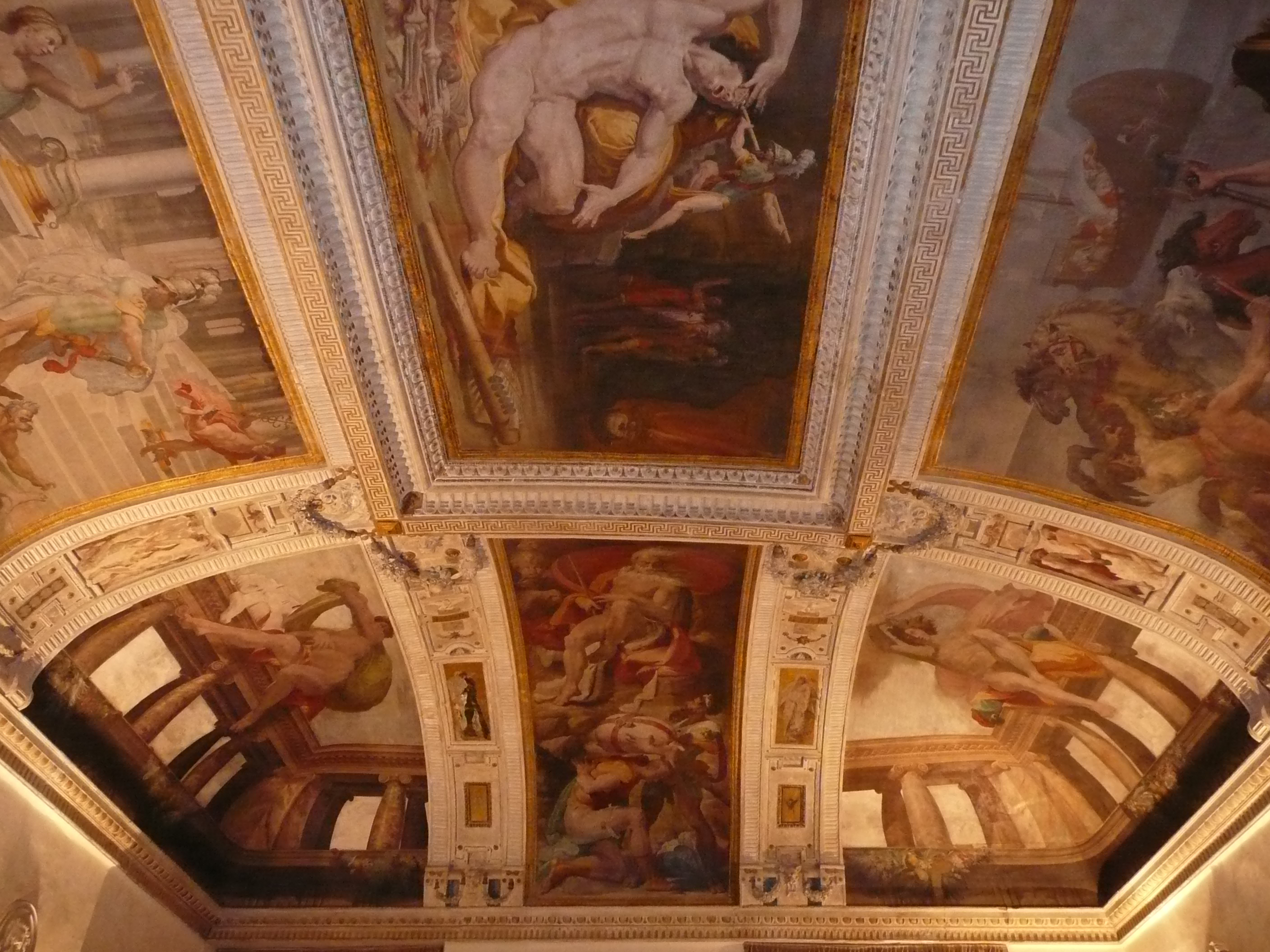
Pellegrino Tibaldi, Histoires d'Ulysse, vers 1550, Bologne, palazzo Poggi.

L'illusion d'entablement et la véritable corniche de la salle séparent en espaces distincts les parties latérales de la voûte, à la forme nettement concave, de la partie centrale, dont la surface est presque plate. Sur les parties latérales ainsi isolées, Annibale greffe une décoration en frise proche de celle des Histoires de la fondation de Rome (it) du palais Magnani — la plus importante réalisation des Carracci à Bologne — qu'il enrichit toutefois avec une série d'éléments décoratifs (outre les atlantes déjà mentionnés) repris en partie, à nouveau, de la voûte de la Sixtine, comme les jeunes nus vigoureux qui, assis sur la corniche, supportent une guirlande de fleurs utilisée en guise de feston, et les faux bronzes oxydés qui figurent des bas-reliefs. Dans la partie centrale du plafond, il place deux cadres rapportés alors que pour la représentation la plus importante de toute la voûte (le Triomphe de Bacchus et Ariane), Annibale utilise un effet de percée qui ouvre la pièce vers l'extérieur. Les tableaux rapportés sont placés sur les frises des petits comme des grands côtés. L'utilisation des tableaux rapportés a une fonction fondamentale dans le système décoratif de la voûte : Annibale a ainsi créé une imaginaire quadreria (it), une pinacothèque privée, qui entre en relation avec les statues antiques qui occupaient la même salle, conférant ainsi à la galerie un aspect muséal évocateur de la richesse et du raffinement des Farnèse.
Pour ces aspects — l'utilisation des tableaux rapportés et l'insertion d'une grande scène au centre du plafond — l'exemple suivi par Annibale est celui de la décoration du Palazzo Poggi de Bologne (les Histoires d'Ulysse), réalisée par Pellegrino Tibaldi au milieu du XVIe siècle.De même, la percée aux quatre coins de la voûte, où Éros et Antéros luttent en plein air, est une idée qui dérive de Tibaldi.

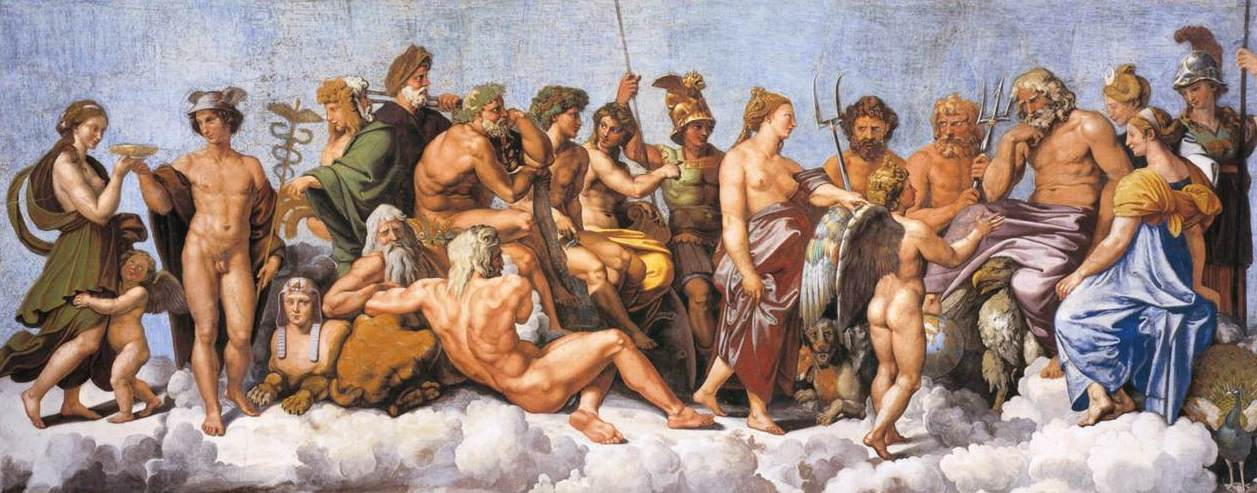
Raphaël et atelier, Concile des Dieux, 1518-1519, Rome, Villa Farnesina.

Outre Michel-Ange et Tibaldi, une autre référence importante suivie par Annibale est constituée par les fresques de Raphaël (et de son équipe) avec les histoires d'Amour et Psyché (loggia de Psyché), de la Villa Farnesina. Cycle dont, étant donné sa proximité thématique, Annibale tire des solutions iconographiques et de composition.
Nombreuses sont ensuite les reprises du Corrège et de la peinture vénitienne et, parmi les autres exemples suivis par Annibale, pourrait également compter la réalisation de Jules Romain au palais Te, bien que l'on ignore si le plus célèbre des Carracci ait jamais visité Mantoue.

### Le thème de la voûte

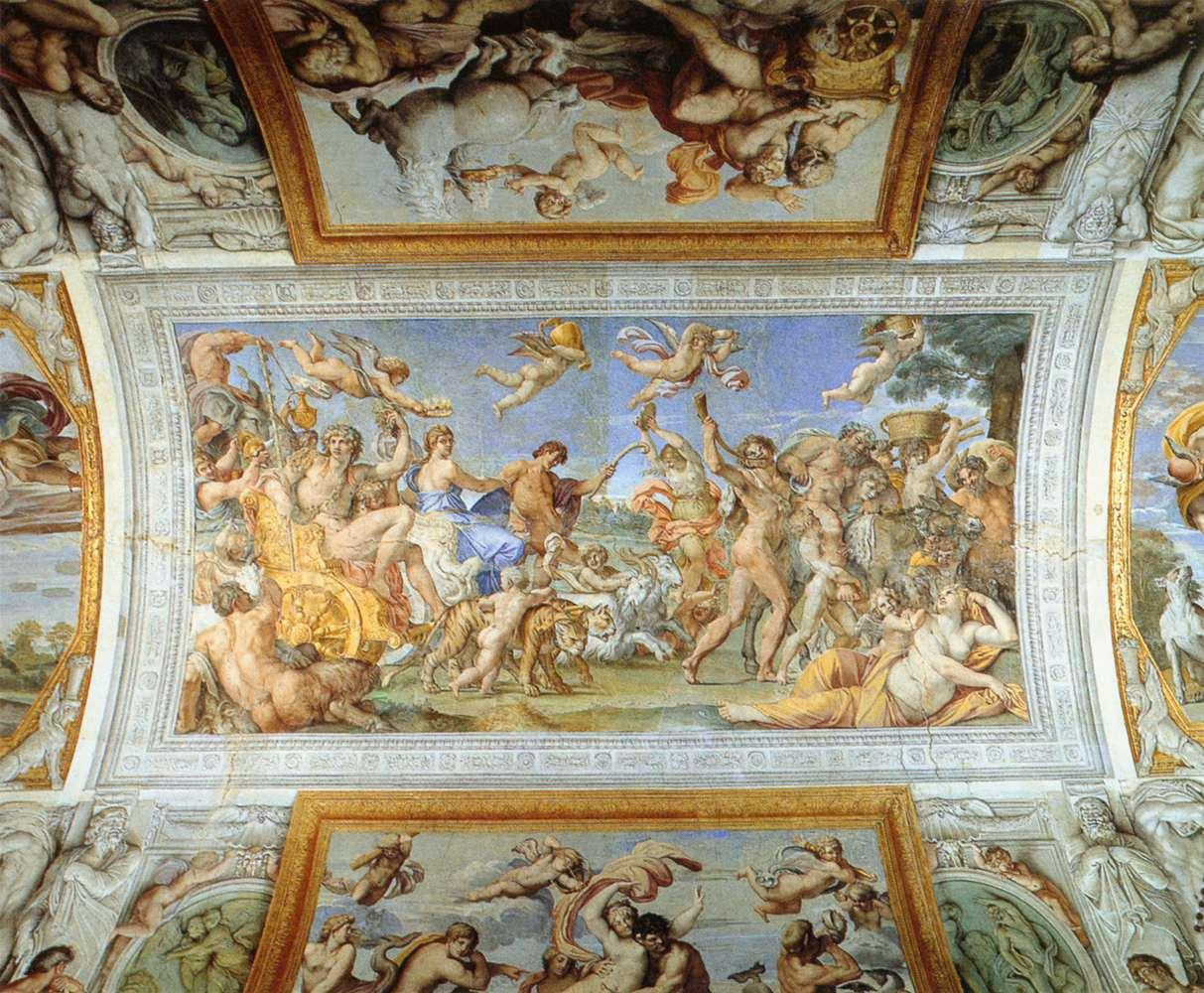
Détail de la voûte de la Galerie Farnèse.

Le thème de la décoration de la voûte de la galerie Farnèse est celui des Amours des dieux et chaque scène est basée en grande partie sur les Métamorphoses d'Ovide. La signification du cycle est particulièrement controversée et différentes interprétations en sont proposées.
Pendant longtemps s'est imposée la vision de Giovanni Pietro Bellori qui, dans Le vite de' pittori, scultori et architetti moderni (1672), a fourni une lecture moralisatrice des fresques de la voûte de la galerie Farnèse. Pour Bellori, les fables peintes par Annibale Carracci représenteraient en effet la lutte entre l'amour vulgaire et l'amour céleste (« il vulgare e il celeste amore »), c'est-à-dire entre l'amour charnel et l'amour spirituel, avec, évidemment (selon les conventions de l'époque de Bellori), la victoire du second. Dans la lecture bellorienne des scènes de la voûte, la clé qui dévoile le contenu allégorique et la morale du cycle se trouve dans la représentation (aux quatre angles) de la lutte entre Éros et Antéros, personnages que l'historien romain interprète (non sans quelque ambiguïté dans certains passages) comme les allégories de l'amour profane (« amor profano »), donc lascif et nuisible et de l'amour sacré (« amor sacro ») : l'inéluctable triomphe de ce dernier est représenté dans la scène dans laquelle, selon Bellori, Antéros est ceint de la couronne de lauriers.

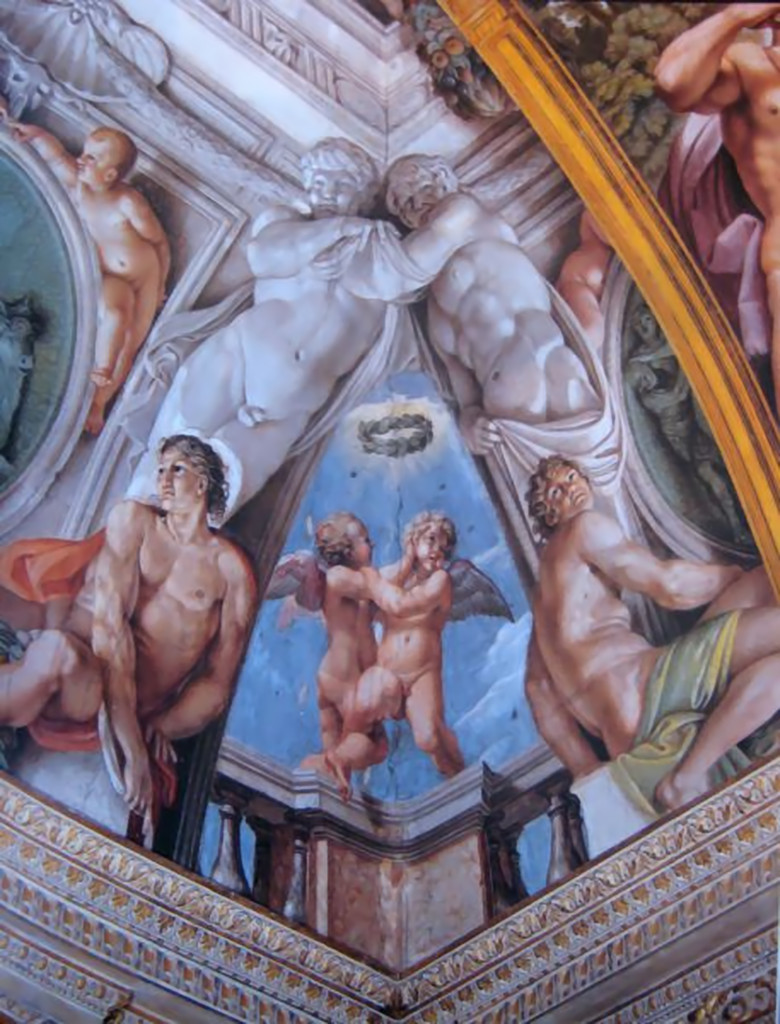
Éros et Antéros sous la couronne de lauriers, détail de la voûte.

Ce faisant, Bellori se conforme à une tradition de pensée — apparue durant la Renaissance — déformant dans un sens édifiant la figure d'Antéros : dans le mythe classique, Antéros n'est absolument pas le contre-pied moral d'Éros mais lui est au contraire complémentaire, représentant l'amour partagé. Ce nouveau courant de pensée, particulièrement suivi, n'oblitère toutefois pas complètement l'interprétation d'Antéros adhérant à sa signification classique, dénuée de connotation moralisatrice : les deux conceptions coexistent. On ne peut donc exclure l'idée que les deux Amours qui s'affrontent dans les angles du plafond de la galerie soient, non pas déjà l'« amour profane » et l'« amour sacré » de la littérature bellorienne, mais Éros et Antéros dans leur acception classique — non moralisatrice. C'est du moins ce que soutiennent certains historiens d'art modernes.
Ainsi dépassée (mais pas par tous les spécialistes du cycle farnésien) la lecture moralisatrice de Bellori, est proposée une interprétation beaucoup plus « simple » des scènes de la voûte : elles ne revêtiraient en fait aucune signification morale particulière mais seraient essentiellement une célébration de l'amour. Amour dont est surtout mis en évidence l'aspect hédoniste et érotique, sans en occulter les angoisses, les pièges et les fureurs,.
La question de l'interprétation est rendue encore plus complexe par un autre élément de doute : certains critiques modernes ont émis l'hypothèse que la voûte de la galerie Farnèse a été peinte pour célébrer, avec une fonction épithalamique, le mariage de Ranuce Farnèse, frère du cardinal Édouard, et Marguerite Aldobrandini, nièce du pape Clément VIII, célébré le 7 mai 1600.
|                                           |  |  |
| Ranuce Farnèse et Marguerite Aldobrandini |  |  |

La thèse (dont on ne trouve trace ni chez Bellori ni dans aucune autre source ancienne sur le cycle farnésien) est fortement discutée étant, pour certains auteurs, insoutenable sur le plan chronologique (le mariage Farnèse-Aldobrandini aurait été décidé alors que la décoration de la voûte était déjà commencée et par conséquent, selon ceux qui en nient la nature épithalamique, alors que le programme iconographique était déjà arrêté). D'autres encore ont mis en évidence que dans tout le complexe de la galerie n'apparaissent jamais — tout au moins explicitement — les armes des Aldobrandini. Circonstance également considérée comme incompatible avec la supposée fonction de célébration nuptiale.
Enfin, il a été proposé une lecture du cycle de la voûte qui récupère en partie le système bellorien (en le débarrassant cependant des aspects moralisateurs qui le caractérisent) et le conjugue avec la (réaffirmée) fonction épithalamique pour le mariage de Ranuce et de Marguerite. Pour cette dernière interprétation, le cycle farnésien représente l'antagonisme puis la concorde entre l'amour de l'esprit et l'amour des sens — non pas la morale supérieure du premier sur le second mais leur complémentarité — augure d'une heureuse union matrimoniale. Concorde qui trouve sa plus haute expression dans le panneau principal de la voûte qui dépeint le Triomphe de Bacchus et Ariane (personnification de Ranuce Farnèse et Marguerite Aldobrandini).
Reste l'inconnue du concepteur du cycle de la voûte. Diverses hypothèses ont été avancées — proposant les noms de Fulvio Orsini ou, au moins pour une partie du programme iconograhique, de Giovanni Battista Agucchi, y compris l'attribution à Agostino Carracci de la conception iconologique des scènes — mais aucune d'entre elles n'est à ce jour appuyée par des preuves documentaires. Parmi les hypothèses les plus récentes se trouve celle qui attribue la conception de la voûte à la mouvance bolonaise liée à l'Accademia dei Gelati (association « felsinea » d'humanistes et de poètes), à moins que le cycle farnésien ne doive être mis en relation avec la production philosophique et littéraire de Pomponio Torelli, parmesan cultivé, un temps lié à Ranuce Farnese.

### Les histoires de la voûte
Les Amours des dieux mis en images sur la voûte s'articulent en treize scènes narratives — auxquelles s'ajoutent les histoires contenues dans les médaillons en faux bronze — distribuées selon la répartition qui suit :
- Panneau central : Triomphe de Bacchus et Ariane (au centre) ; Pan et Diane (à gauche du Triomphe) ; Mercure et Pâris (à droite du Triomphe)
- Côté ouest (en haut, de droite à gauche) : Hercule et Iole ; Aurore et Céphale ; Vénus et Anchise
- Côté sud (depuis la droite) : Polyphème et Galatée ; Apollon et Hyacinthe
- Côté nord (depuis la gauche) : Polyphème et Acis ; Rapt de Ganymède
- Côté est (en bas, de gauche à droite) : Jupiter et Junon ; Triomphe marin ; Diane et Endymion
- Médaillons côté ouest (de droite à gauche) : Héro et Léandre ; Pan et Syrinx ; Hermaphrodite et Salmacis ; Omnia vincit Amor
- Médaillons côté est (de gauche à droite) : Apollon et Marsyas ; Borée et Orithye ; Orphée et Eurydice ; Rapt d'Europe

(cliquer sur un titre pour accéder à la présentation détaillée du tableau correspondant)

Ensemble de la voûte de la galerie Farnèse
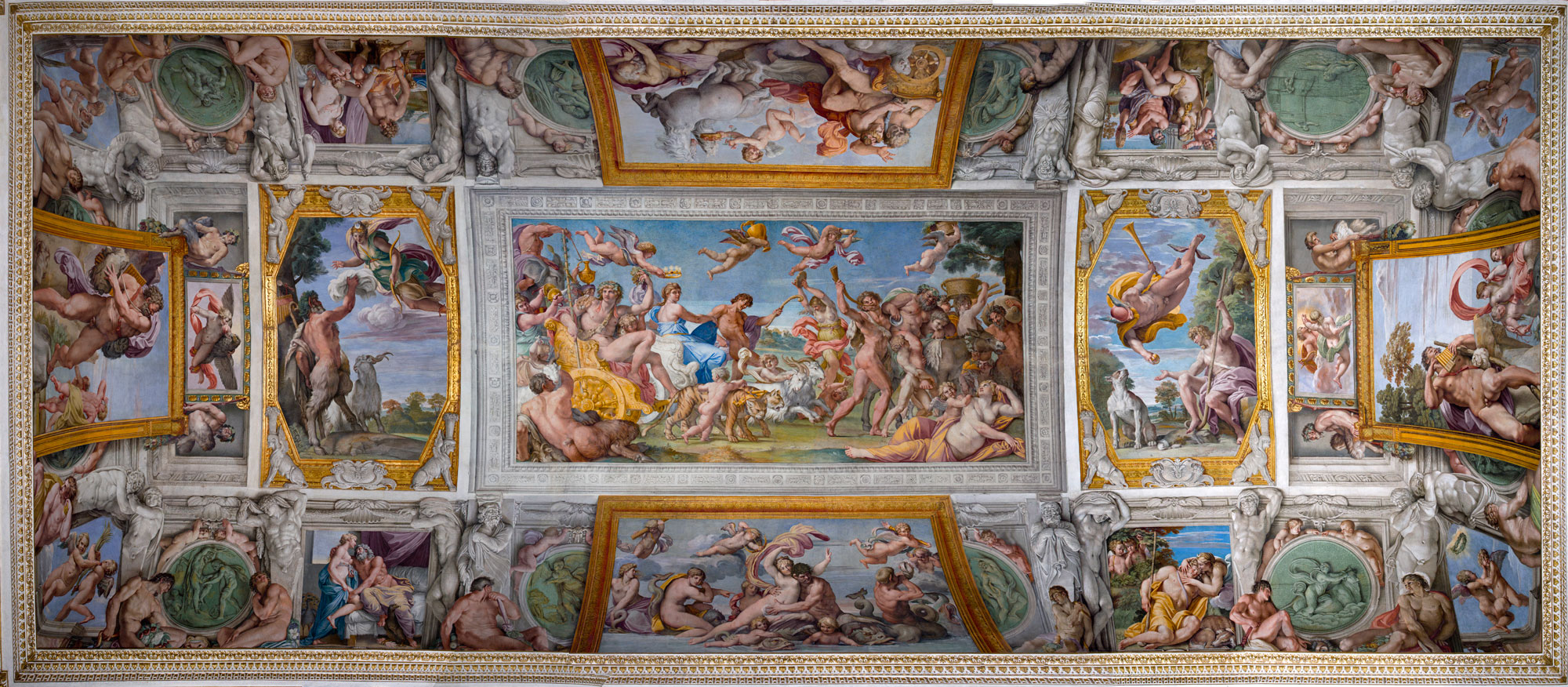

#### Triomphe de Bacchus et Ariane

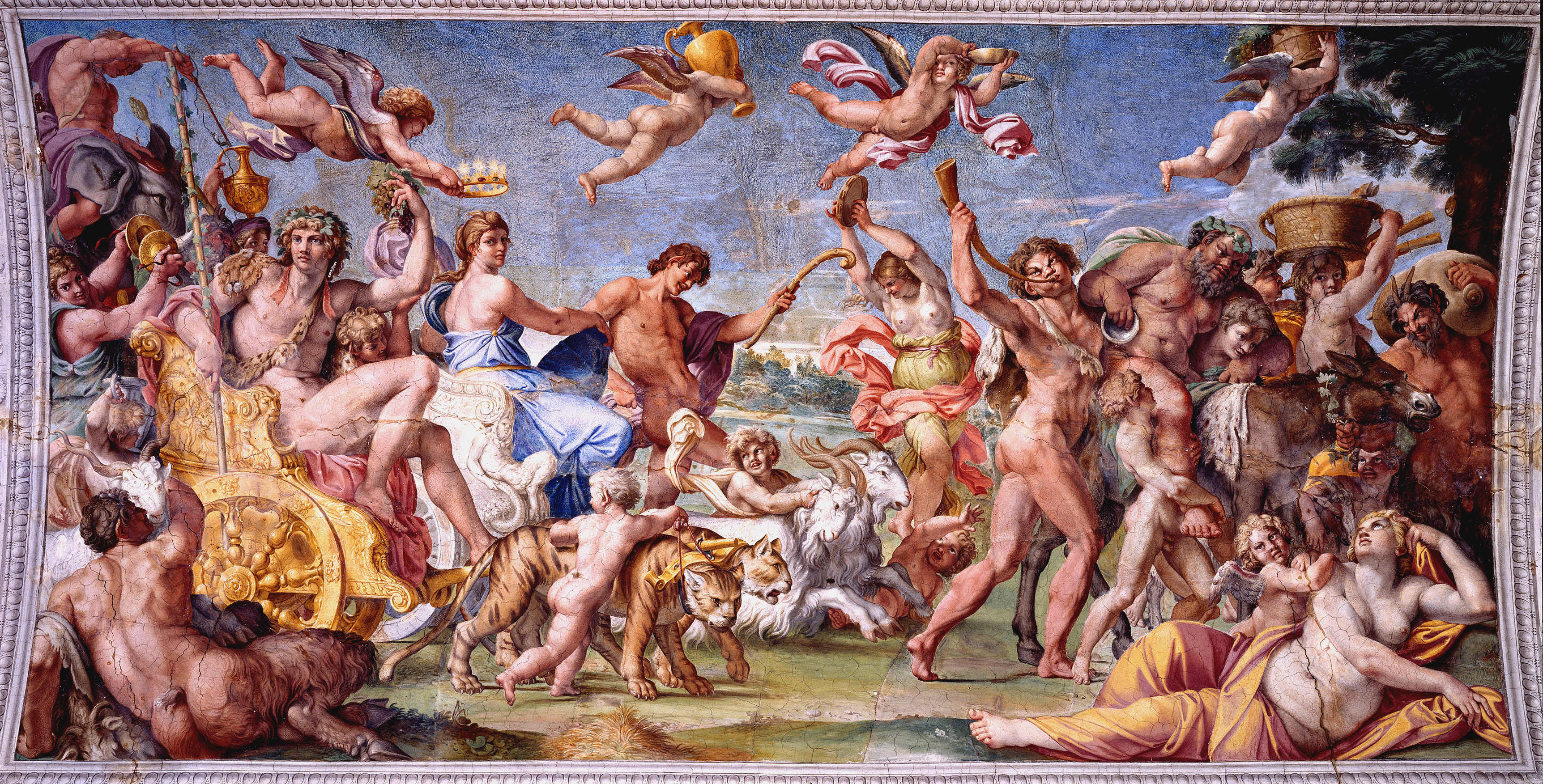
Triomphe de Bacchus et Ariane

Le Triomphe de Bacchus et Ariane représente un cortège nuptial, avec les deux époux — Bacchus et la mortelle Ariane — assis sur deux chars, l'un doré et tiré par deux tigres, l'autre argenté et tiré par deux béliers. Les chars avancent accompagnés de personnages dansants — érotes, ménades, satyres, Pan, Silène — qui portent des instruments de musique, de la vaisselle et des paniers de provisions, selon la typique iconographie du thiase dionysiaque.
Contrairement à beaucoup d'autres scènes de la galerie, le Triomphe n'est pas un cadre rapporté : il est encadré dans une fausse corniche architectonique qui simule le percement du plafond vers l'espace extérieur inondé de lumière. Dans cette fenêtre d'illusion surgit le cortège qu'Annibale « coupe » sur les côtés (à l'exemple de l'éléphant dont seule la tête apparaît), expédient par lequel on fait entendre au spectateur que ce qu'il voit n'est qu'un fragment de la scène, en l'occurrence ce qui en ce moment est en train de passer dans ce qui correspond à l'« ouverture » de la voûte.

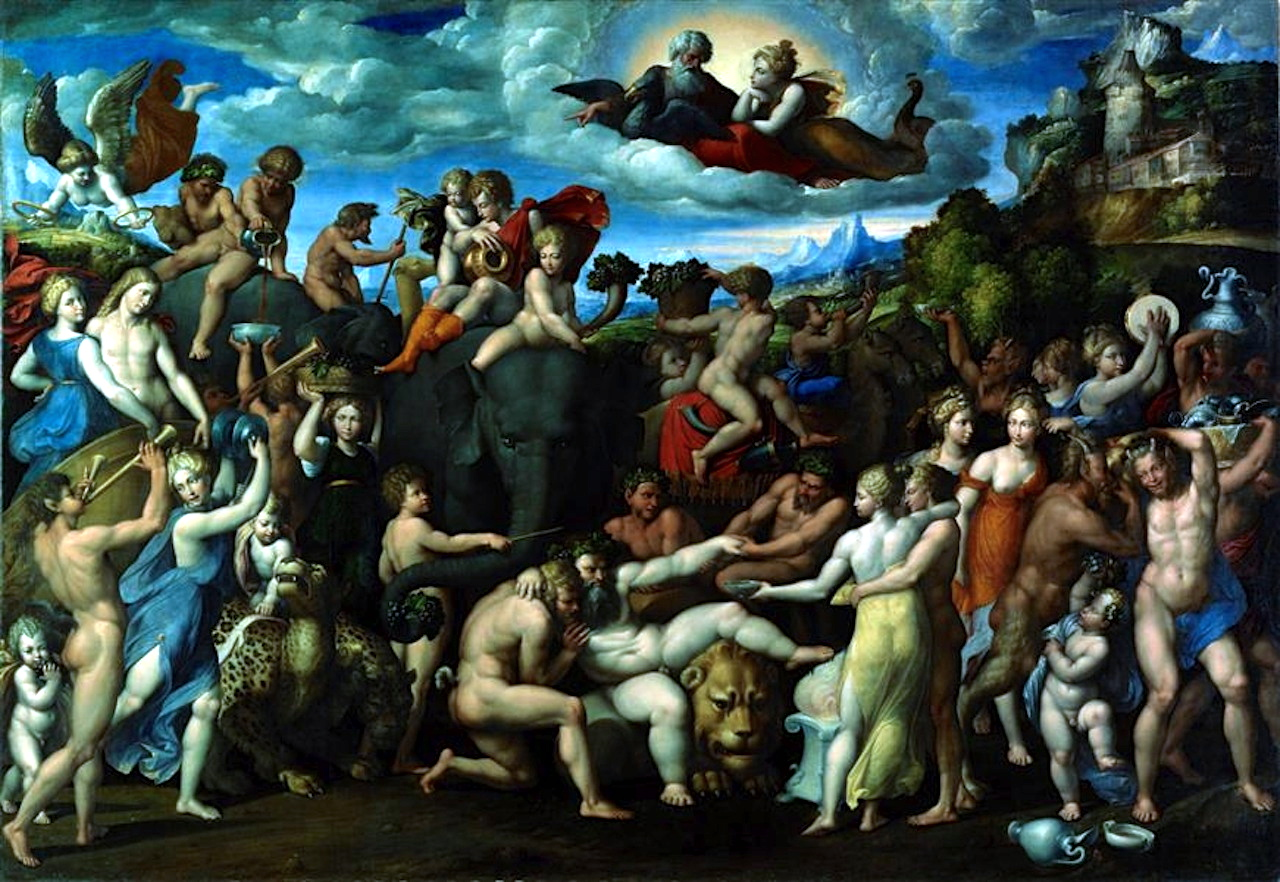
Garofalo (d'après Raphaël), Triomphe de Bacchus, 1540, Gemäldegalerie (Dresde).

Sur le plan compositionnel, la bacchanale d'Annibale est débitrice de celles du Titien, celle représentant Bacchus et Ariane et la Bacchanale des Andriens, et du Triomphe de Bacchus en Inde de Dosso Dossi, réalisées pour les cabinets d'albâtre (it) d'Alphonse Ier d'Este, duc de Ferrare.
D'autres références de la Renaissance ont été mentionnées comme de possibles sources pour Carracci. Parmi celles-ci, le Triomphe de Bacchus mené à son terme par le Garofalo sur la base d'une idée de Raphaël mise au point pour encore les Camerini estensi (it), mais non exécutée à cette occasion, et le bas-relief de Jean Bologne posé sur le piédestal de la Statue équestre de Cosme Ier de Toscane, représentant l'entrée triomphale du grand-duc de Toscane dans la ville de Sienne.

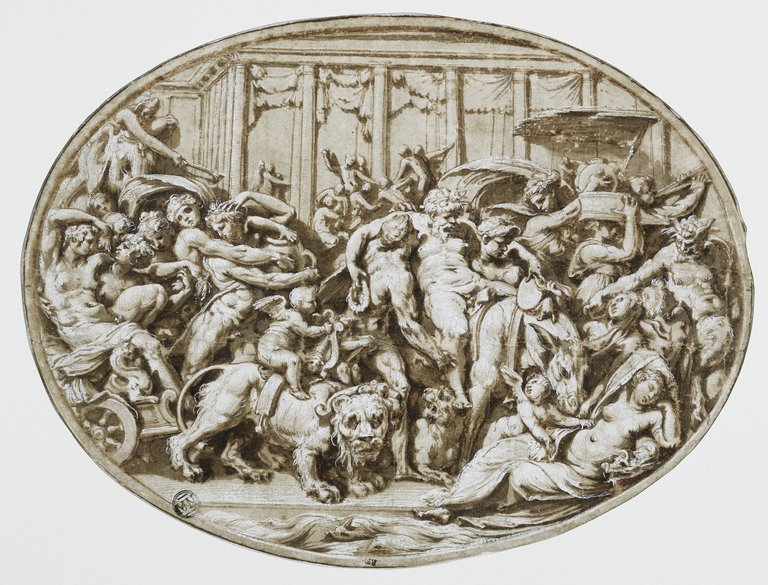
Perin del Vaga, Baccanale, 1540-1543, musée du Louvre (Paris)

Incertain est en revanche le fait de savoir si Annibale s'est référé à des sarcophages antiques. Bellori témoigne en ce sens et effectivement au British Museum est conservé un bas-relief sépulcral en marbre, représentant également le cortège de Bacchus et Ariane qui, dans la figure du Silène ivre sur le dos d'une mûle, est très proche de la fresque principale de la voûte. Pour le groupe du Silène (et pour d'autres détails) toutefois, Annibale pourrait s'être référé (plutôt que directement à des exemples antiques) à un dessin de Perin del Vaga, préparatoire de l'un des ovales en cristal de roche taillés par Giovanni Bernardi et enchâssés dans un précieux écrin connu sous le nom de cassette Farnèse (it).
Entendu par Bellori comme une représentation de l'ivresse, mère de tous les vices, le Triomphe de Bacchus et Ariane fait l'objet d'une récente réinterpétation qui y voit le centre de l'entière (et supposée) signification allégorique du cycle de la galerie. Pour cette thèse, dans la scène centrale du plafond, se réaliserait la synthèse de l'antagonisme entre l'amour sensuel et l'amour spirituel qui serait le thème de toute la galerie Farnèse. Synthèse exprimée à partir de la présence dans le même cortège de la Vénus céleste (Ariane) — symbole de l'amour spirituel — et de la Vénus terrestre (la figure féminine à demi nue allongée à bas à droite) — symbole de l'amour sensuel.
La rencontre entre les deux Vénus (c'est-à-dire entre les deux formes d'amour) aurait pour fonction d'augurer une heureuse union matrimoniale entre Ranuce Farnèse et Marguerite Aldobrandini. Dans le personnage d'Ariane/Vénus céleste serait contenue une intention célébrative à l'égard de l'épouse de cette noce aristocratique : le couronnement d'Ariane avec un diadème d'étoiles pourrait se référer au mythe de la formation de la constellation d'Ariane, mais serait dans le même temps une allusion aux « étoiles » qui figurent dans les armes des Aldobrandini,.

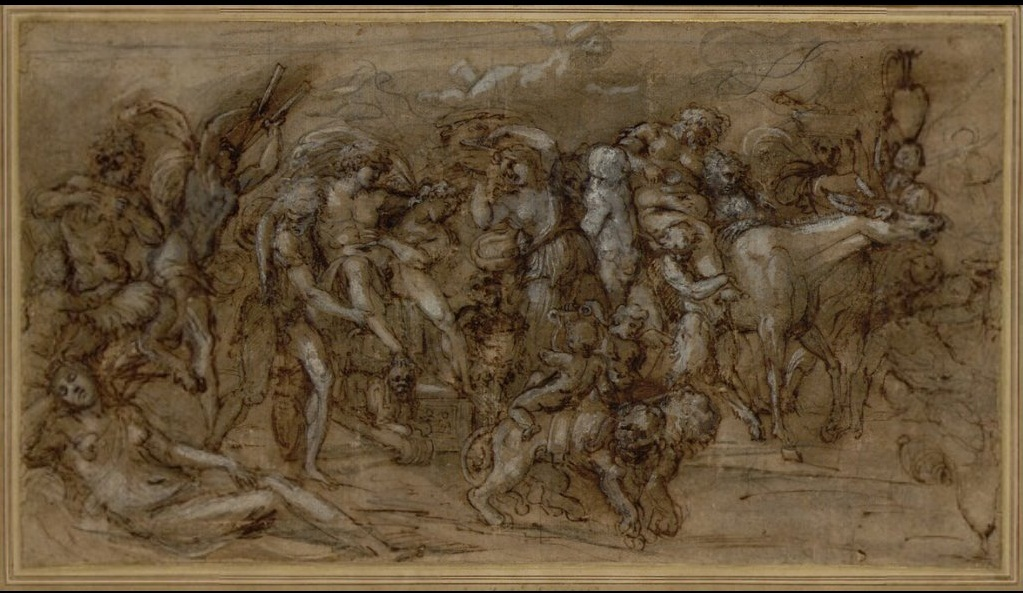
Bacchus et Ariane, Albertina (Vienne).

Selon toute probabilité, le projet initial d'Annibale Carracci pour le panneau central de la voûte était différent de celui effectivement réalisé. On peut observer dans un dessin préparatoire (Albertina de Vienne) que l'idée originelle était de représenter la rencontre à Naxos entre Bacchus triomphant de retour des Indes et Arianne endormie, tout juste abandonnée par Thésée. Pour les tenants de la fonction épithalamique des fresques farnésiennes, ce changement pourrait se vérifier au travers de la concrétisation des projets matrimoniaux de Ranuce et Marguerite et de la décision conséquente de donner à la décoration de la galerie, et en particulier de son panneau principal, une fonction célébrative de cette union.
Admirables sont la beauté, la variété et l'harmonie des personnages, humains ou non, tout comme la vivacité des couleurs et le rendu des différentes matières, des peaux, des porcelaines, des tissus. Sont également dignes d'être soulignés les détails des bas-reliefs du char de Bacchus et d'une amphore d'or portée par l'un des personnages, associés aux œuvres de haute orfèvrerie que dans ces mêmes années Annibale et Agostino Carracci produisaient pour Édouard Farnèse.
(retour au plan de la voûte)

#### Pan et Diane

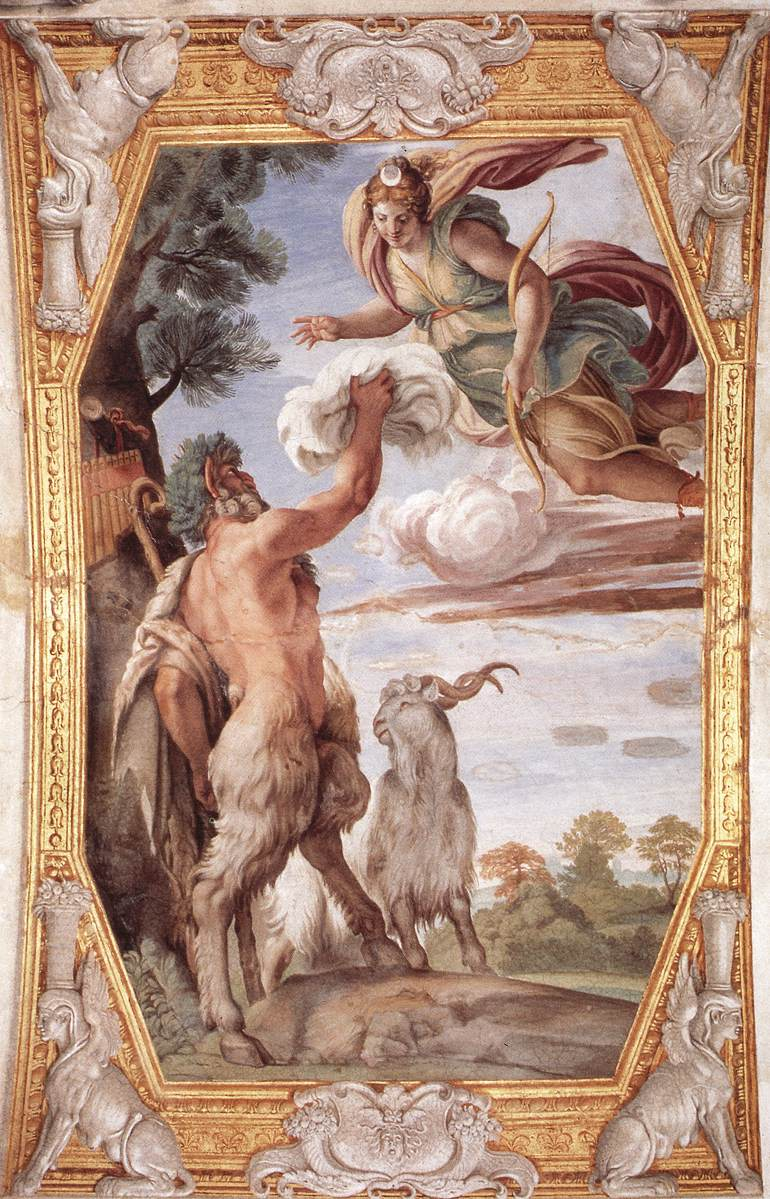
Pan et Diane

Le thème de ce tableau rapporté est tiré des Géorgiques de Virgile (livre III, 391-392), qui racontent comment Pan a séduit la chaste Diane en lui offrant de la laine blanche.

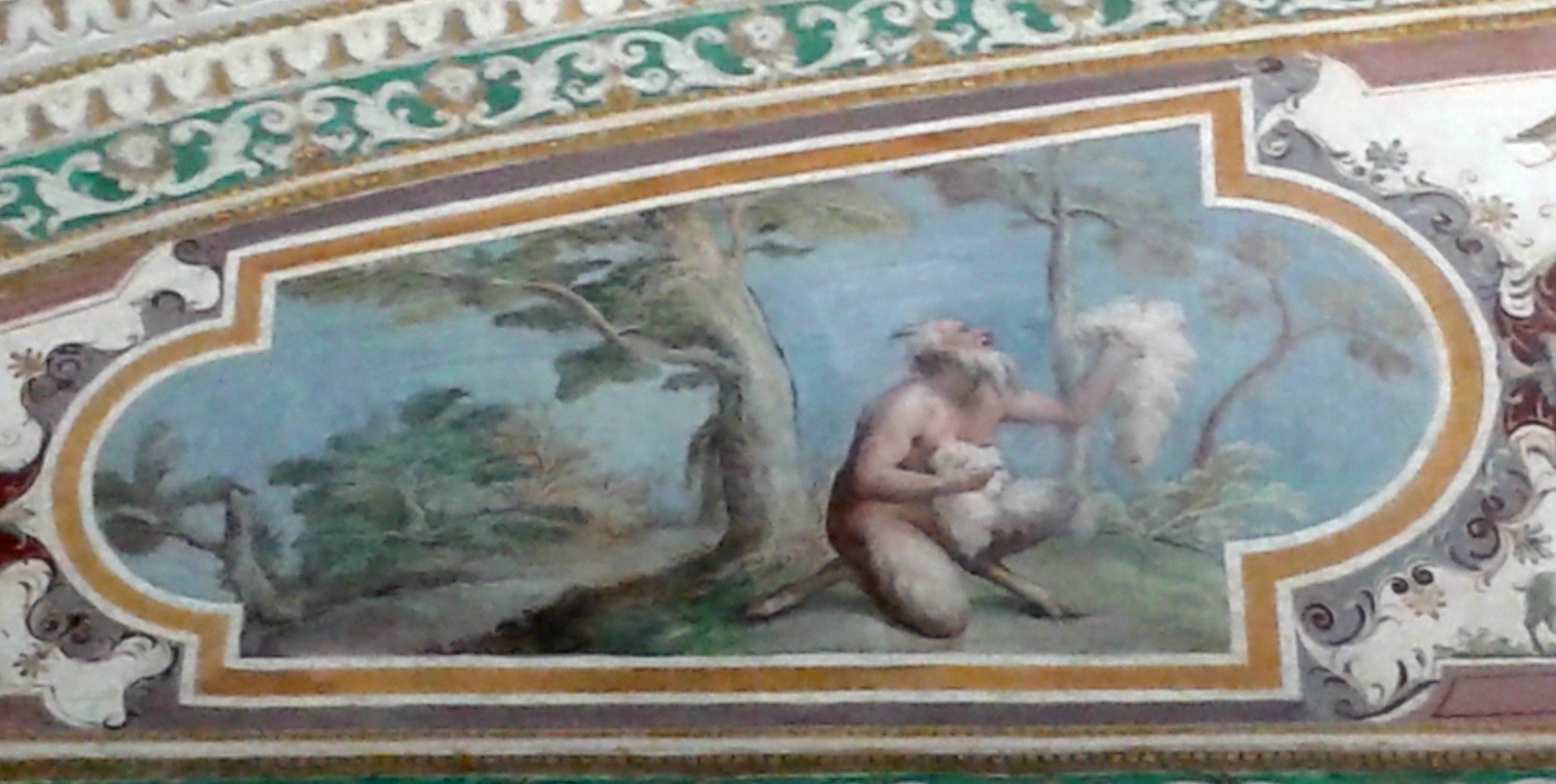
Taddeo Zuccaro et atelier, Pan offre sa laine, 1563-1565, palais Farnèse (Caprarola).

Dans le palais Farnèse de Caprarola ce même thème était déjà représenté par Taddeo Zuccaro et il est probable que le choix de sa répétition dans la résidence romaine ne soit pas dû au hasard. L'histoire racontée est diversement interprétable. On peut y voir une référence à l'inconstance en amour (un don modeste peut séduire jusqu'à la plus chaste des déesses) ou bien y déceler une allusion aux dons de l'amour sous l'aspect du mariage, dans l'hypothèse de l'interprétation des fresques de la voûte comme célébration des noces de Ranuce Farnèse et Marguerite Aldobrandini.
L'apparence du Pan d'Annibale est clairement dérivée de la statue farnésienne de Pan et Daphnis aujourd'hui au musée archéologique national de Naples. Statue reprise également dans le Pan qui apparaît à la tête du cortège dans le Triomphe de Bacchus et Ariane. La position du dieu pasteur en revanche, de pied avec le bras droit tendu vers le haut pour remettre la laine à Diane qui plane dans le ciel, a été associée à celle du jeune homme avec une ancre qui montre le soleil, visible dans une gravure allégorique de Marcantonio Raimondi,. Le pendant compositionnel est évident entre ce tableau et le suivant avec Mercure et Pâris : dans les deux peintures sont présents deux personnages dont l'un descend d'en haut pendant qu'un animal assiste à la scène, ici une chèvre des troupeaux de Pan.
(retour au plan de la voûte)

#### Mercure et Pâris

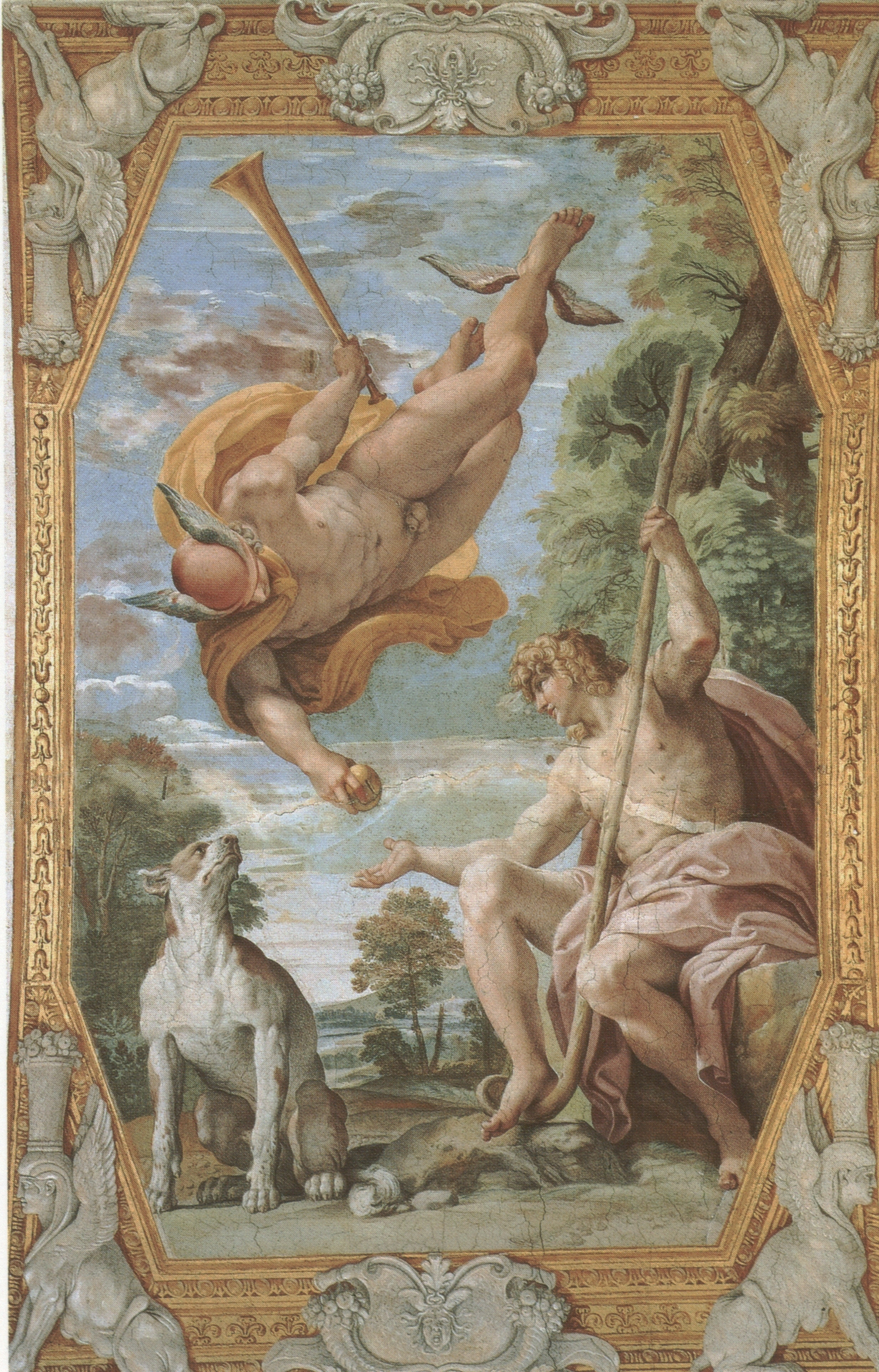
Mercure et Pâris

Pendant que Pâris est assis sous un arbre en compagnie de son chien, plongeant des hauteurs, Mercure lui remet la pomme d'or que le héros troyen utilisera dans le jugement qui porte son nom et d'où sortira la guerre de Troie.
Cette forme de représentation de Mercure ramène à l'esprit des exemples du Tintoret comme le Miracle de l'esclave.
C'est en même temps une citation du raphaélien Mercure de la Loggia de Psyché : ce n'est pas par hasard qu'Annibale, comme dans le précédent de la Farnesina, a placé entre les mains du messager des dieux, non pas l'habituel caducée, mais une trompette.
Selon Bellori, la trompette souligne que de l'événement en cours — la remise à Pâris de la pomme d'or — surgira la guerre.
Pour les partisans de la nature épythalamique des fresques de la voûte de la galerie Farnèse, la trompette de Mercure doit être lue comme l'instrument de la proclamation du mariage Farnèse-Aldobrandini, comme dans la villa d'Agostino Chigi elle annonce l'union entre Amour et Psyché.
D'autres possibles allusions au thème nuptial sont la référence au don précieux et à l'union avec Hélène que Pâris obtiendra après avoir remis la pomme à Vénus.
Comme mentionné en son temps par Bellori, en peignant le chien de Pâris, Annibale donne un remarquable essai de bravoure, se souvenant des exemples du Parmigianino, artiste expert dans l'art de la représentation des animaux.
(retour au plan de la voûte)

#### Hercule et Iole

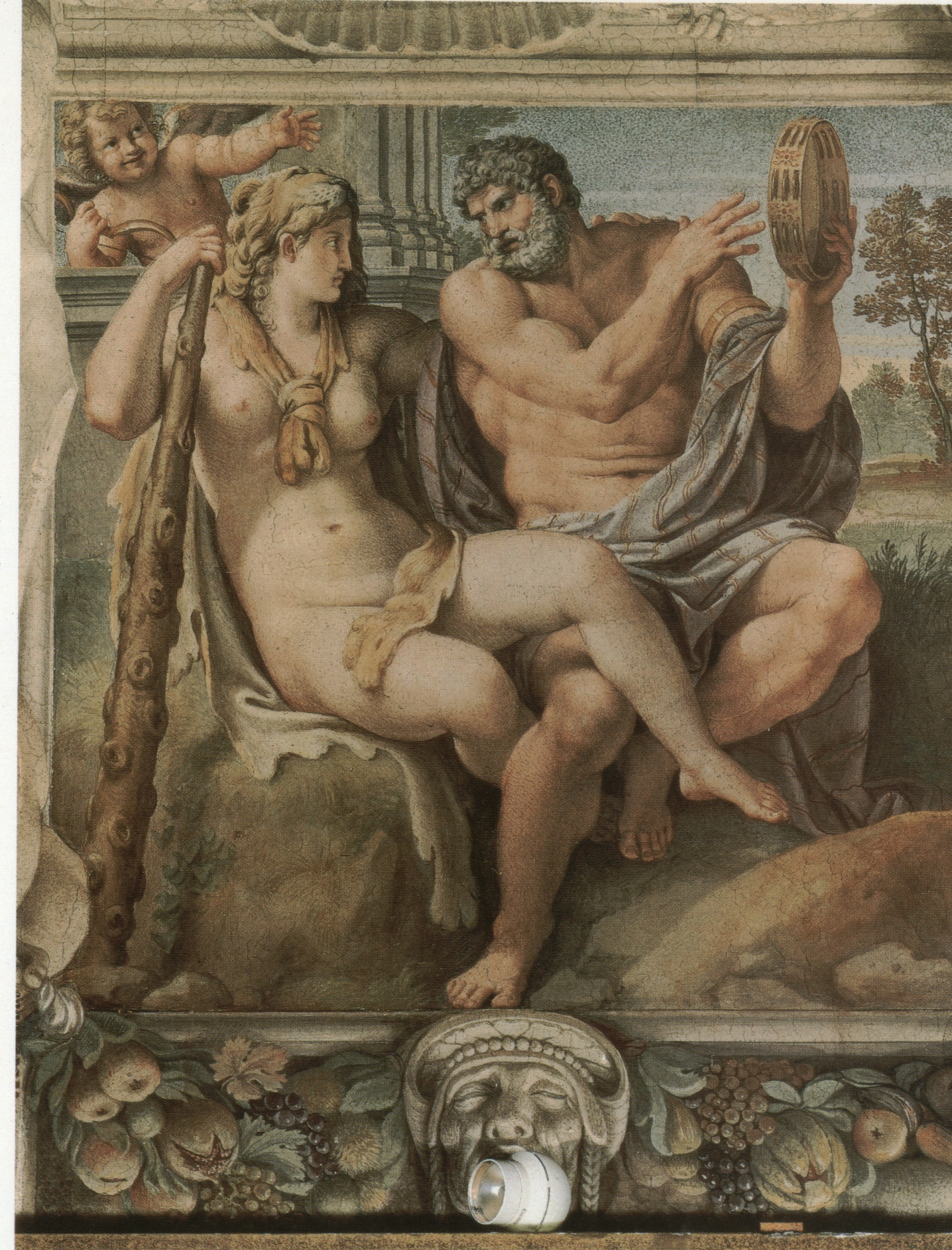
Hercule et Iole

La scène montre Hercule dans une attitude féminine pendant que Iole endosse la peau du lion de Némée et empoigne la massue (attribut typique d'Hercule).
Plus que de la mythologie classique, Annibale tire cette représentation de La Jérusalem délivrée du Tasse et en particulier du passage dans lequel (Chant XVI, 3) sont décrits les merveilleux bas-reliefs qui historient le palais d'Armide (tellement beaux que : « Manca il parlar: di vivo altro non chiedi; Né manca questo ancor, s'agli occhi credi »), où se trouve la scène d'Hercule et Iole inversant leurs rôles respectifs.
En suivant le poème épique, Annibale place aux côtés d'Hercule Iole et non, comme le voudrait plutôt le mythe, Omphale. À la différence du Tasse cependant, Carracci met entre les mets du demi-dieu non pas une quenouille mais un tambourin.
Le sens parfaitement compréhensible de la scène est que le charme de l'amour peut déviriliser même « les cœurs les plus forts et les plus cruels » et les rendre esclaves. Éros, que l'on voit apparaître depuis un portique, en rit de satisfaction : même l'invincible Alcide ne peut rien contre son pouvoir. Ce qui est également une reprise du Tasse qui dans la description du bas-relief avec Hercule et Iole nous dit que : « Amor se l'guarda e ride ».
La puissante représentation d'Hercule renvoie tant à l'Hercule Farnèse qu'au Torse du Belvédère. Une autre référence antique pour la fresque est donnée par le groupe sculpté d'Hercule et Omphale appartenant aux Farnèse et désormais conservé au musée archéologique national de Naples.
(retour au plan de la voûte)

#### Aurore et Céphale

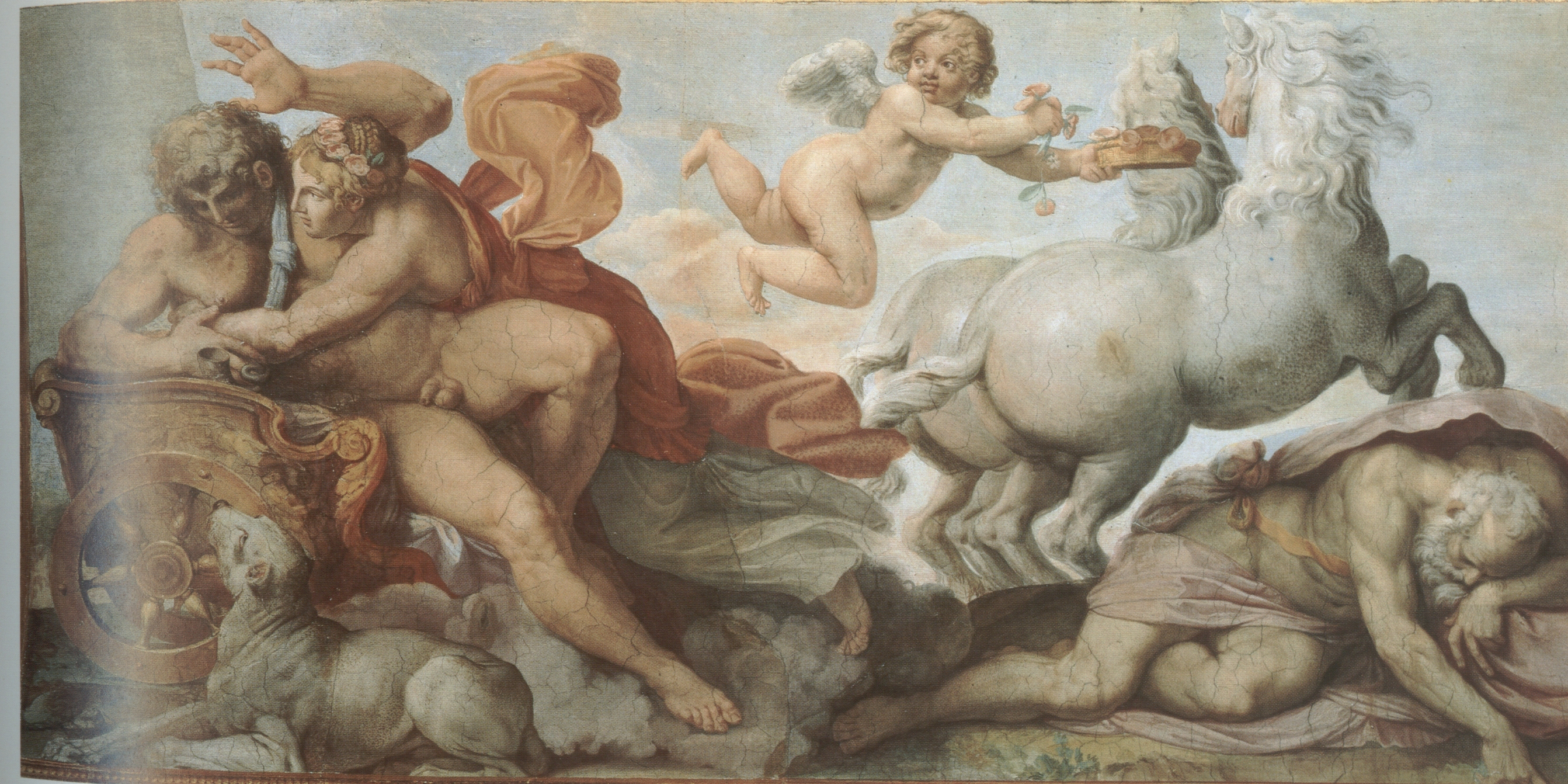
Aurore et Céphale

C'est l'un des deux tableaux rapportés exécutés par Agostino Carracci. La scène, tirée d'Ovide (Métamorphoses, livre VII, 700-708), représente Aurore enlevant et emportant sur son char le mortel Céphale dont elle s'est éprise. Céphale qui aime Procris cherche à se soustraire à l'étreinte de la déesse. Son chien tourne le regard vers son maître qui se débat.
Allongé à terre, en bas à droite du tableau, se trouve le désormais décrépit Tithon, premier amant d'Aurore. Par amour pour lui, elle avait demandé aux dieux qu'il ne mourût jamais. L'invocation fut exaucée mais, Aurore ayant omis ce détail, Tithon, devenu immortel, ne cessa pas de vieillir. Insatisfaite d'un compagnon aussi vieux, elle tourna son regard vers le jeune Céphale. La scène fait allusion à l'effet du temps sur le sentiment amoureux. Concept également suggéré par les roses, fleurs caduques par antonomase, portées par l'Amour planant au-dessus du char.
La fresque, mise en relation avec un drame de Gabriello Chiabrera, eut un grand succès à Rome, constituant le modèle de plusieurs œuvres au thème analogue réalisées par les meilleurs artistes de l'école bolonaise opérant dans la ville : c'est le cas de l'Aurore de Guido Reni conservée au Casino Rospigliosi-Borghese, de celle du Guerchin au Casino Ludovisi et enfin du Char d'Apollon du Dominiquin au palais Costaguti.
(retour au plan de la voûte)

#### Vénus et Anchise

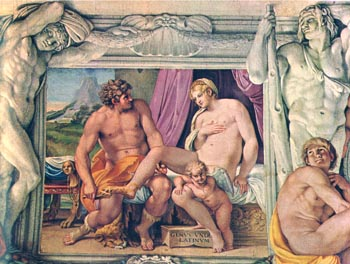
Vénus et Anchise.

La source de ce tableau a été identifiée dans l'hymne homérique à Aphrodite (184-195) qui raconte comment Vénus éprise d'Anchise, auquel les dieux avaient fait don de la beauté, le rejoignit à Troie pour s'unir à lui.
Le moment représenté est celui dans lequel, dans la chambre d'Anchise — où se trouve une peau de lion, trophée de chasse du héros troyen — celui-ci dénude une Vénus languide (il lui ôte en fait une sandale). Cupidon participe à l'événement, affalé sur une cuisse de sa mère.

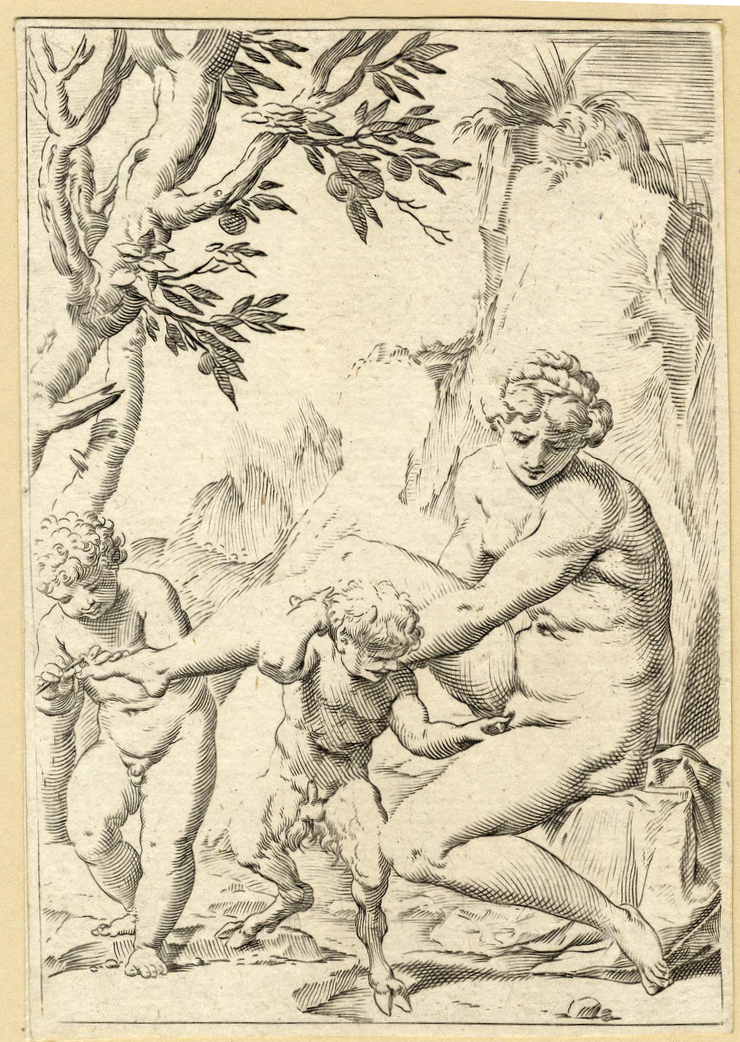
Agostino Carracci, Nymphe, putto et petit satyre (1594-1597), burin issu de la série Le Lascive.

Vénus pose le pied gauche devant un marchepied où l'on peut lire l'inscription « GENUS UNDE LATINUM », tirée de l'Énéide (livre I, 6) et traduisible par « D'où la race latine ». L'inscription fait référence à la naissance d'Énée, conçu par Vénus et Anchise, mythique fondateur de la gens latine et par conséquent du peuple romain. Selon certains auteurs, la maxime aurait un sens satirique dans le sens où les romains trouveraient leur origine non pas tant (et tout au moins avant cela) dans la geste héroïque d'Énée mais dans un caprice érotique de Vénus. Autre référence à la naissance d'Énée, une vue du mont Ida ferme la scène, visible derrière l'épaule d'Anchise.
Pour Bellori, serait célébrée dans le tableau rapporté la puissance d'Éros, capable de dominer Vénus, la déesse de l'amour et sa mère.
La composition de la fresque a été mise en relation avec un dessin de Raphaël représentant le mariage d'Alexandre le Grand et de Roxane, dans lequel un putto, dans un geste proche de celui d'Anchise, soutient un pied de la princesse perse, à son tour assise dans une pose semblable à celle de Vénus. Une autre possible référence de la peinture murale est constituée par une estampe d'Agostino Carracci, appartenant à la série dite des Lascivie à cause du contenu érotique des gravures. Il s'agit de celle avec un petit satyre, un putto et une nymphe : une des plus licencieuses de toute la série.
Bellori affirme au contraire qu'Annibale, pour cette fresque, aurait « suivi l'idée d'un marbre antique », statue ou bas-relief que les chercheurs modernes n'ont pas identifiée.
(retour au plan de la voûte)

#### Polyphème et Galatée

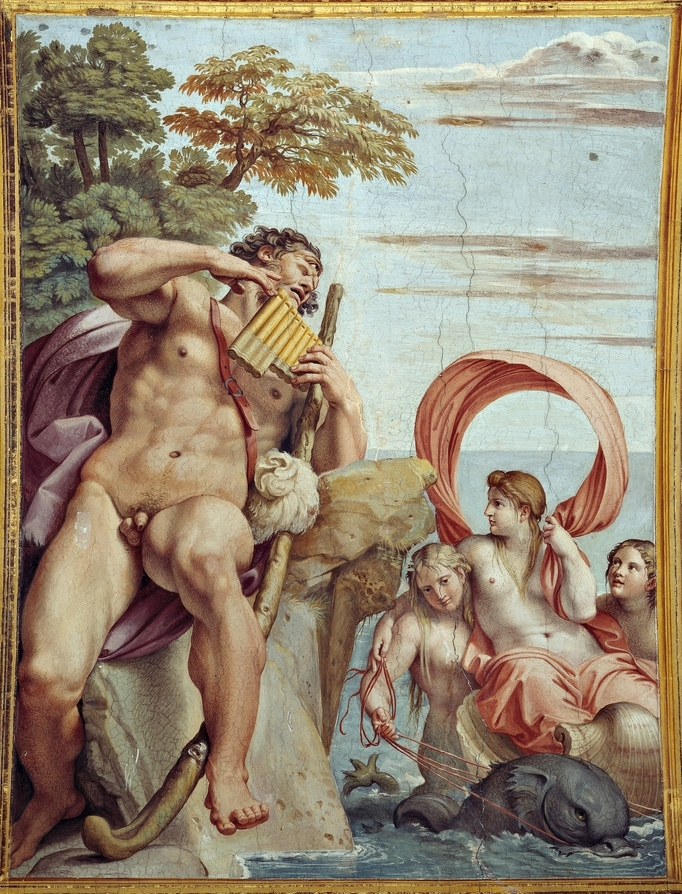
Polyphème et Galatée

L'histoire racontée est tirée des Métamorphoses (livre XIII, 777-788 et 839) : le brutal cyclope Polyphème amoureux de la néréide Galatée lui dédie un chant passionné dans lequel il lui offre tout son amour et toute sa richesse si elle accepte de s'unir à lui et en même temps manifeste sa souffrance pour les refus opposés par la nymphe (« Galatea, più cattiva di un giovenco non domato ») et sa colère à l'égard de son rival Acis (que Galatée aime).
Sur le plan iconographique, ce tableau rapporté suit presque à la lettre l'ekphrasis d'une peinture sur le même sujet qui se trouve dans les Immagini de Philostrate l'Ancien, œuvre remontant au IIIe siècle av. J.-C. et qui contient une série de descriptions de tableaux (on ignore s'ils sont réels ou imaginaires), parmi lesquels celui avec Polyphème et Galatée (livre II, n. XVIII).
Nombreuses sont les références à la peinture de la Renaissance à partir de la reprise du Jonas de Michel-Ange, qu'Annibale retient non seulement pour construire le personnage de Polyphème, mais dequel provient également l'expédient visuel pour représenter le géant dans des dimensions particulièrement accentuées. La scène du chant du cyclope se trouve sur l'un des côtés courts de la voûte (au sud) : du centre de la longue galerie, point idéal pour une vision d'ensemble du cycle entier, le tableau (comme son jumeau avec Polyphème et Acis sur le côté opposé) pourrait être peu visible sans l'agrandissement de la dimension des personnages : c'est exactement ce qu'avait fait Michel-Ange avec son Jonas et les autres personnages des côtés courts de la chapelle Sixtine, résolvant ainsi le même problème optique.
Pour le cortège marin de Galatée et de ses compagnes, Annibale prend modèle sur Le Triomphe de Galatée de Raphaël (Villa Farnesina). Autre référence à la Renaissance proposée, le précédent de Jules Romain (Loggia de Psyché, palais Te), où sont représentés Polyphème, Galatée et Acis. Dans le personnage de Polyphème enfin, sont identifiées plusieurs reprises de la statuaire antique comme la citation de Dirce du groupe sculpté connu comme le Taureau Farnèse (à Naples) ou, pour la position de la jambe du cyclope, le Laocoon des musées du Vatican.
Sous le tableau avec Polyphème et Galatée apparaît la date en chiffre romains « MDC » (1600), généralement retenue comme étant celle de l'achèvement des fresques de la voûte et, par certains chercheurs, mise en relation avec le mariage Farnèse-Aldobrandini précédemment mentionné.
(retour au plan de la voûte)

#### Apollon et Hyacinthe

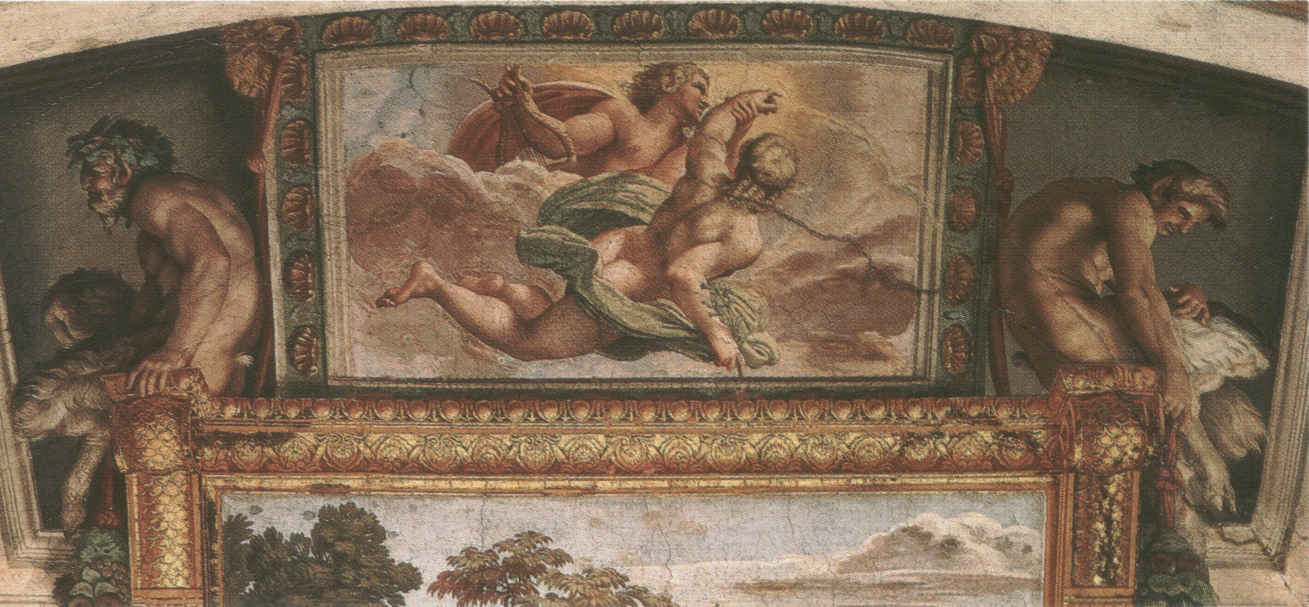
Apollon et Hyacinthe

L'histoire, tirée des Métamorphoses (livre X, 176-219), raconte l'amour d'Apollon pour le jeune Hyacinthe et le désespoir du premier pour avoir involontairement tué son amant lors d'un concours de lancer du disque. Apollon, n'étant pas parvenu à ressusciter Hyacinthe le transforma en une fleur qui lui doit son nom. Dans la fresque, le jeune déjà mort, en serre un petit bouquet pendant qu'Apollon l'emporte dans le ciel.
Le tableau s'est prêté à des interprétations opposées : Bellori, cette fois dans l'Argomento, a vu dans l'histoire de Hyacinthe une réprimande des passions « insensées », alors que les chercheurs modernes y ont identifié une référence à l'âme pure montant au ciel.
(retour au plan de la voûte)

#### Polyphème et Acis

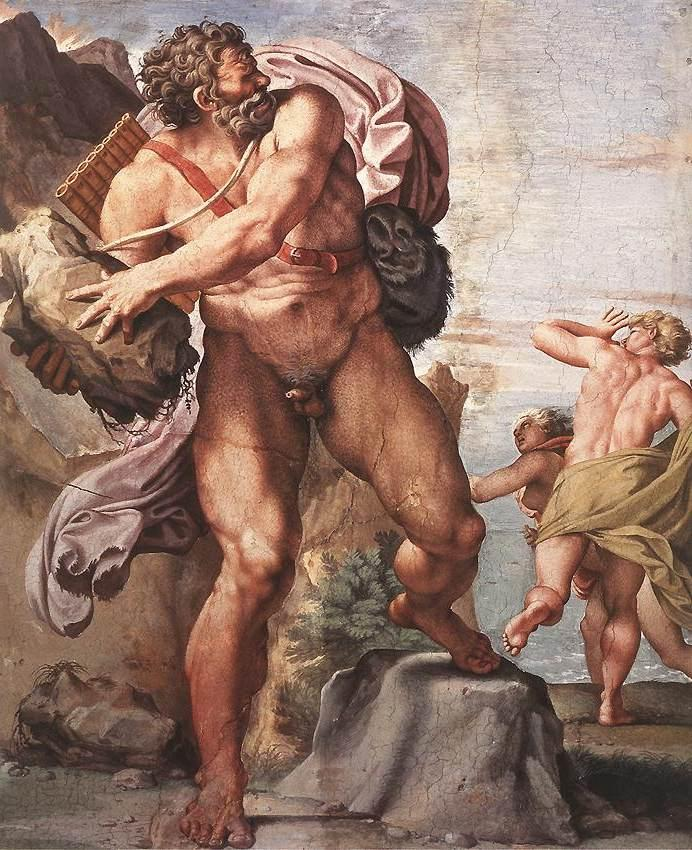
Polyphème et Acis

Cette scène, sur le côté nord, est le pendant de celle du côté opposé avec Poliphème et Galatée et en constitue l'accomplissement.
Dans le récit d'Ovide (Métamorphoses, livre XIII, 873-897), à la fin de son chant pour la bien-aimée Polyphème tombe sur Galatée et Acis en train de roucouler. Pris de colère, le géant lance un rocher en direction des deux amants en fuite. La néréide réussit à se sauver en se jetant dans la mer mais Acis est touché par la pierre et meurt. La pitié des dieux le transforme en une divinité fluviale.
Sur le fond du tableau (à gauche) se distingue une vue de l'Etna en éruption : c'est une citation littérale d'Ovide qui raconte, à travers Galatée, qu'à la clameur suscitée par la furie du cyclope, le volcan « frissonna ».
Les deux tableaux avec Polyphème peuvent être lus, dans leur ensemble, comme la représentation des possibles errements de l'amour et de la souffrance suscitée par des sentiments non partagés auxquels personne n'a de remède, pas même le cyclope sans pitié.

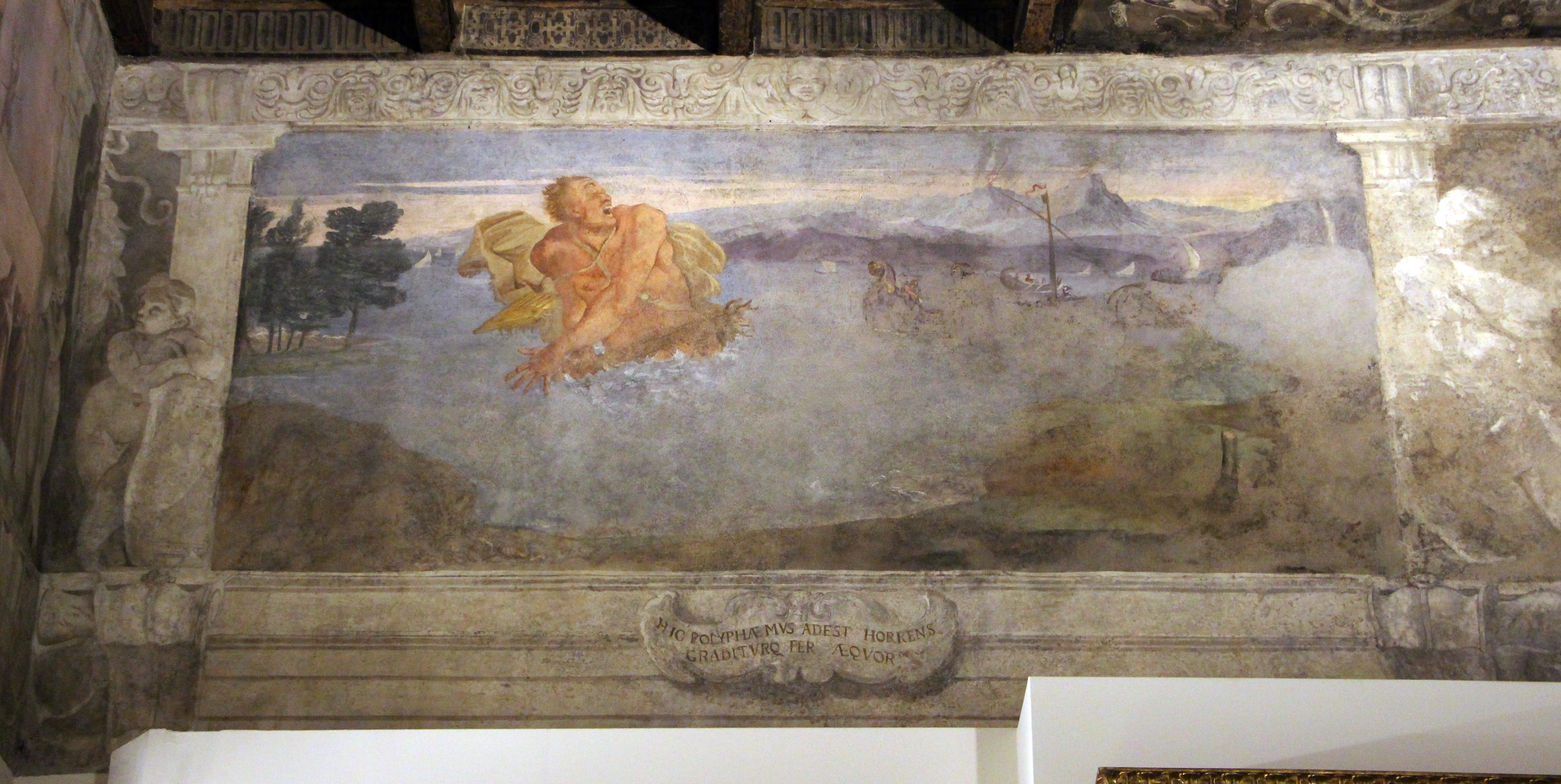
Annibale Carracci, Polyphème attaque la flotte troyenne, 1590-93, Bologne, palais Fava.

Dans l'efficace rendu du mouvement du géant lançant le rocher, défini par sa torsion, Bellori identifie l'écho des réflexions de Léonard de Vinci sur la représentation picturale du corps en mouvement.
Une influence sur l'œuvre du Bernin et en particulier sur le David réalisé pour Scipione Borghese a été vue dans la fresque d'Annibale. Selon Rudolf Wittkower, la statue berninienne devrait au Polyphème de la galerie le rendu de la torsion du corps et la suspension de l'action dans l'instant précédent immédiatement le lancer de la pierre.
Pour la pose du géant, Annibale se réfère probablement à sa précédente fresque du palais Fava à Bologne (partie de la frise avec les Histoires d'Énée (it)) dans laquelle le cyclope, avec un geste très semblable à celui que l'on observe dans la galerie, lance des troncs d'arbre sur la flotte des Troyens.
(retour au plan de la voûte)

#### Rapt de Ganymède

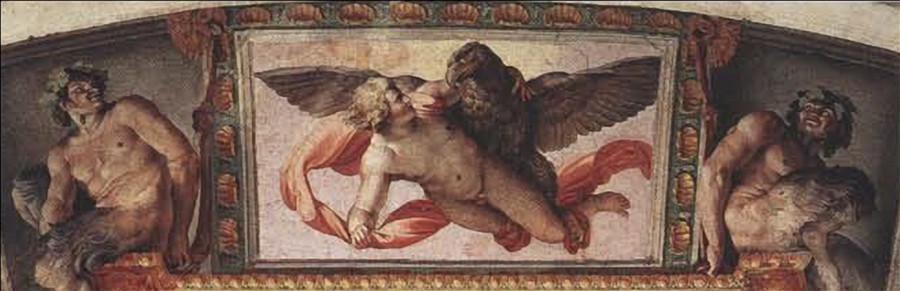
Rapt de Ganymède

Le tableau représente le mythe de Ganymède, jeune homme d'une légendaire beauté dont Jupiter s'éprend. Le roi des dieux, sous l'aspect d'un aigle, enlève Ganymède, l'amenant avec lui dans l'Olympe. Ici aussi la source littéraire de la fresque, comme pour la scène correspondante avec Hyacinthe, est constituée par les Métamorphoses (livre X, 155-161).
Dans une étude préparatoire pour la décoration de la voûte (conservée au musée du Louvre), apparaît déjà (quoique dans une position différente de la position finale) le groupe de Ganymède avec l'aigle. Dans cette première ébauche, Annibale s'est référé au dessin de Michel-Ange au sujet identique. Carracci eut l'occasion d'en étudier la composition au travers d'une copie du dessin exécutée par Daniele da Volterra (artiste qui fut ami de Buonarroti et qui travailla pour les Farnèse), possédée par Fulvio Orsini, docte humaniste au service du cardinal Édouard.
Pour la verion finale de la fresque toutefois le modèle effectivement suivi n'est pas le dessin de Michel-Ange mais un antique groupe sculpté, propriété des Farnèse représentant également Ganymède et l'aigle et également au musée archéologique national de Naples. Dans le mouvement ascensionnel et dans la position des deux acteurs, il est possible d'identifier une référence à la représentation du même thème exécutée par Baldassarre Peruzzi dans les petites fresques de la Farnesina représentant l'allégorie astrologique de la date de naissance d'Agostino Chigi.
(retour au plan de la voûte)

#### Jupiter et Junon

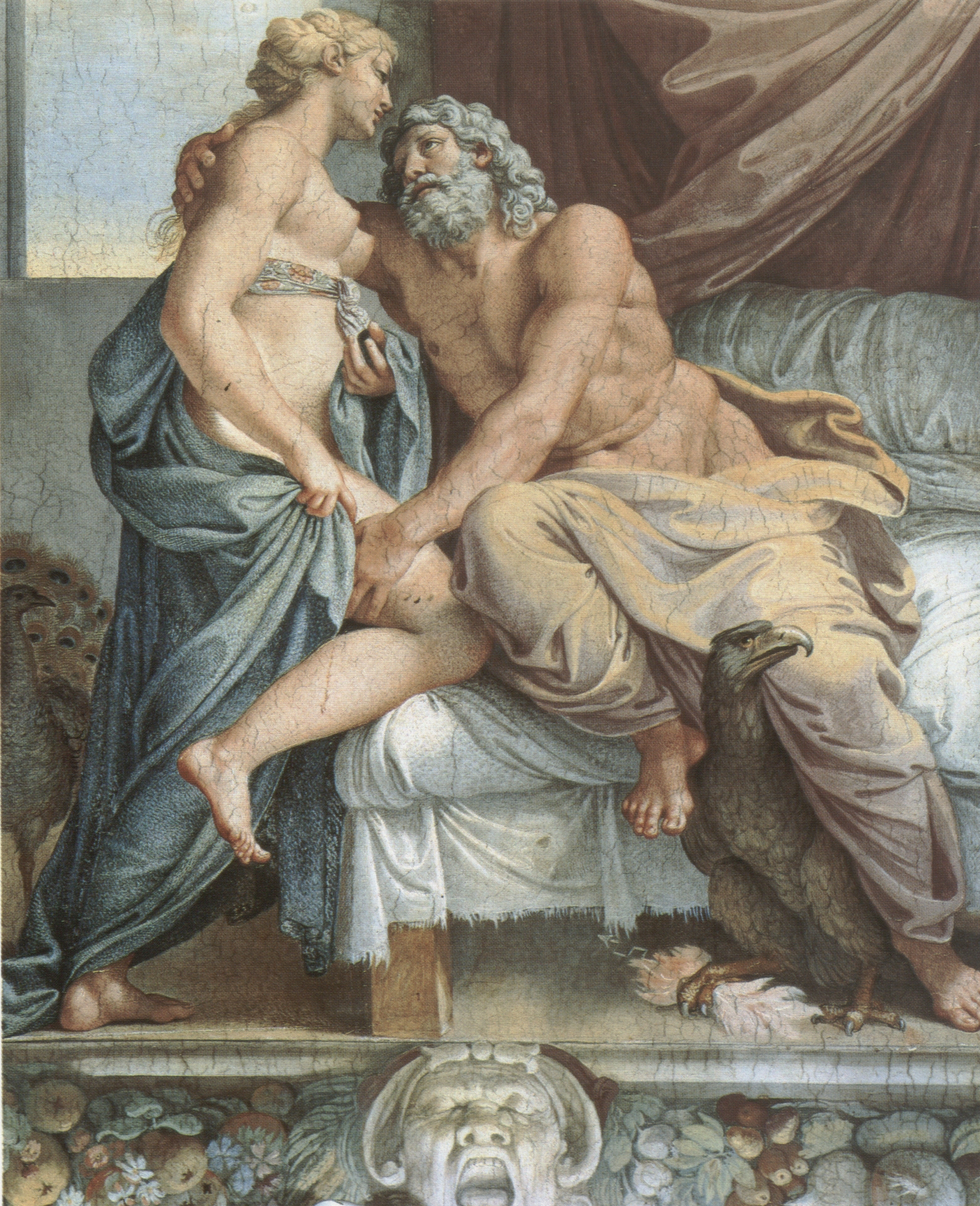
Jupiter et Junon

Le cadre avec Jupiter et Junon est tiré de l'Iliade (livre XIV, 314-316 et 328) et représente le moment où Junon cherche à distraire Jupiter, en le séduisant, du sort de la guerre de Troie : alors que Junon prend parti pour les Grecs, le roi des dieux veut qu'aucune divinité n'intervienne pour favoriser l'une ou l'autre faction.
Pour parvenir à ses fins, Junon s'est emparée, par une ruse, de la ceinture magique de Vénus (dans la fresque elle l'a placée juste sous les seins), accessoire capable de fournir à celui qui le porte une force de séduction à laquelle personne ne peut résister. Comme le montre Annibale, le plan de la déesse a pleinement réussi et l'on voit avait quelle passion et avec quelle volupté Jupiter enlace Junon, belle et sensuelle.

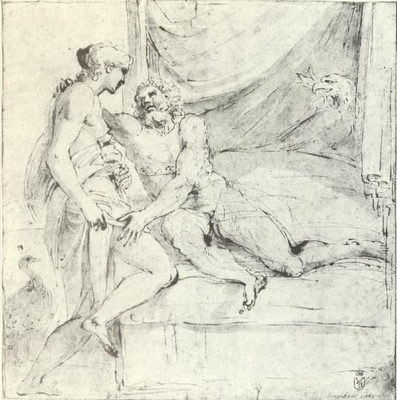
Annibale Carracci : Étude pour la fresque ci-contre, The Ellesmere Collection.

La position du personnage de Junon est semblable à celle de Psyché dans le Concile des dieux de Raphaël (Loggia de Psyché) mais semble renvoyer, pour les traits du visage, à la Madeleine du Noli me tangere du Corrège.
Jupiter, outre les reprises de la statuaire antique, montre une significative assonance avec une gravure d'Agostino Veneziano, tirée d'un dessin de Jules Romain et représentant saint Jean l'Évangéliste, similaire pour la position des jambes et l'emplacement de l'aigle.
Le tableau avec Junon et Jupiter est depuis toujours considéré comme l'un des plus beaux de la galerie et déjà Bellori l'estime absolument digne des sculptures de Phidias. Une preuve de l'admiration suscitée par cette œuvre d'Annibale est donnée par la survivance des copies de la fresque dont l'une, avec quelques variantes, a été attribuée à son neveu Antonio Carracci.
À la forte charge érotique de la fresque semble faire un humoristique contrepoint dans un impudent bâillement le mascaron placé juste au-dessous : après tout — semble dire le commentaire désacralisant du mascaron — il ne s'agit jamais que d'un routinier rapport conjugal. C'est l'une des trouvailles les plus exemplaires des sous-textes allusifs liés aux inventions illusionnistes d'Annibale.
(retour au plan de la voûte)

#### Triomphe marin

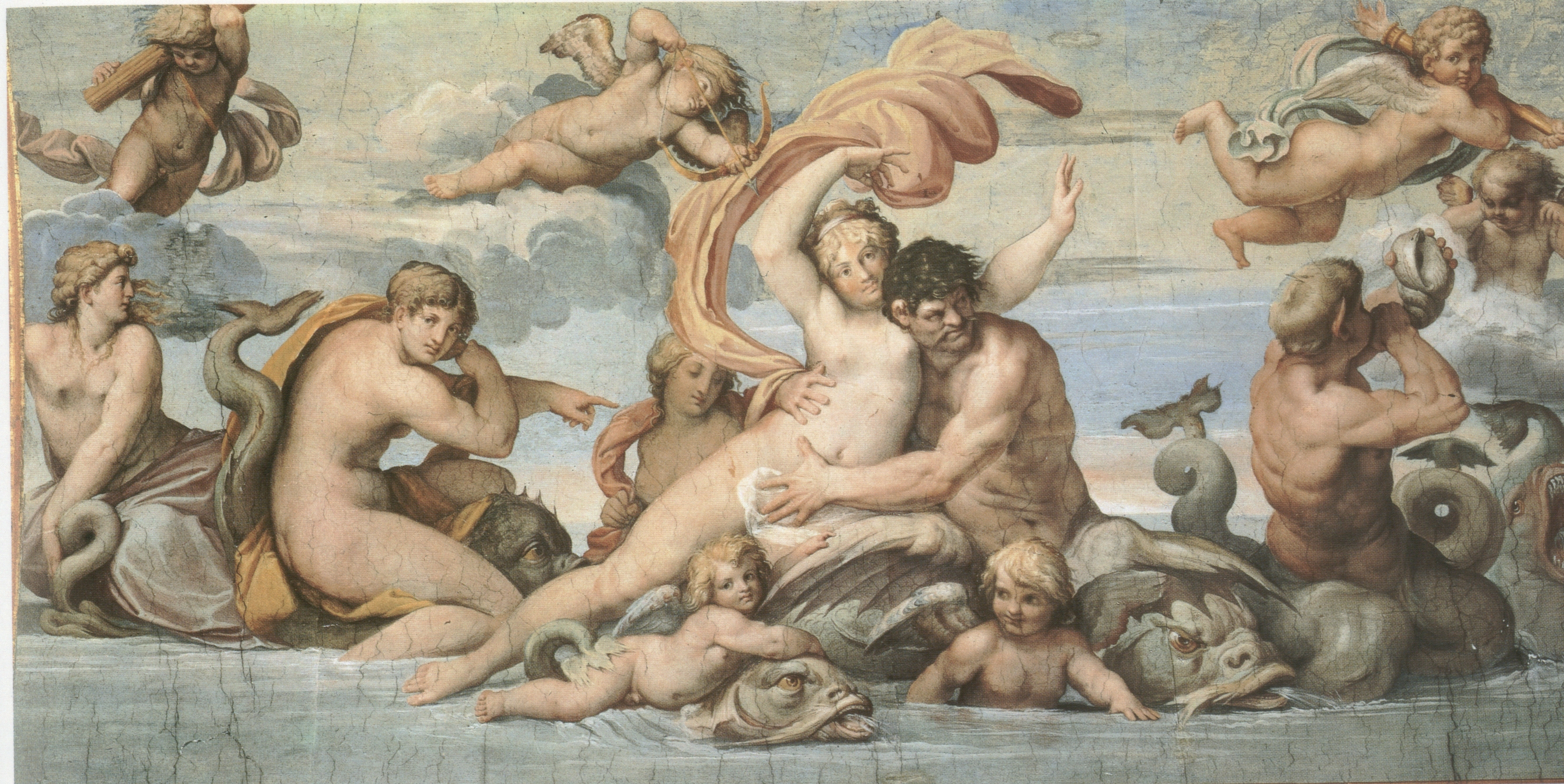
Triomphe marin

C'est le second (et dernier) tableau rapporté exécuté par Agostino Carracci.
Le thème en est très incertain. L'interprétation traditionnelle, proposée y compris par Bellori, identifie dans la peinture une représentation du triomphe de Galatée. D'autre part, qu'Agostino Carracci ait pu utiliser comme modèle pour son cortège marin la fresque de Raphaël (Villa Farnesina) consacrée à l'apothéose de la belle nymphe, est une conclusion largement partagée par les chercheurs.
Malgré le thème du modèle raphaélien, la critique moderne tend toutefois à exclure que cette scène de la galerie puisse représenter le même sujet que celui de la Farnesina. Il existe plusieurs interprétations alternatives au sujet de l'argument de cette peinture. Pour l'une des thèses les plus anciennes, Agostino aurait représenté un épisode tiré de l'Âne d'or (ou Métamorphoses) d'Apulée qui a pour protagonistes les divinités marines Portunus et Salacie (livre IV). Les hypothèses suivantes ont vu dans le tableau une représentation du mythe de Glaucos et Scylla, ou encore un épisode des histoires de Thétis et Pélée, cette dernière hypothèse reposant sur le fait que ce thème a été abordé par Agostino peu après son départ de Rome (vers 1600) dans une fresque du palais du Jardin à Parme présentant des similitudes de composition avec celle de la voûte de la galerie Farnèse.
Enfn, il a été proposé que dans le Triomphe marin de la galerie devait être identifiée une représentation de Vénus conduite sur la mer à une cérémonie nuptiale. La source inspiratrice du thème serait fournie par un épithalame de Claudien écrit pour le mariage de l'empereur Flavius Honorius. La thèse repose sur la fonction célébrative des noces Farnese-Aldobrandini, partant de la critique identifiée dans les fresques de la voûte de la galerie et relevant que Claudien est un auteur familier à Annibale Carracci, qu'il cite aussi dans la Vénus endormie avec des amours, suivant de peu la décoration de la voûte farnésienne, mais également dans la précédente Vénus habillée par les Grâces de Washington (1590-95).
Bien que l'attribution de la fresque à Agostino Carracci ne fasse aucun doute, des auteurs ont identifié dans cette scène marine des interventions d'Annibale : il s'agit en particulier du chérubin du bas (un peu sur la droite), nageant à côté d'un poisson, et du triton à droite soufflant dans un coquillage utilisé en guise de buccin. Cette représentation étant peut-être la source d'inspiration du Bernin (dont l'admiration pour Annibale Carracci est bien documentée) pour sa fontaine du Triton. Un amour à côté du triton joueur de buccin se bouche les oreilles pour se protéger du bruit : c'est une autre citation d'une invention du Corrège pour la Camera della Badessa (it) au monastère San Paolo (it) à Parme.

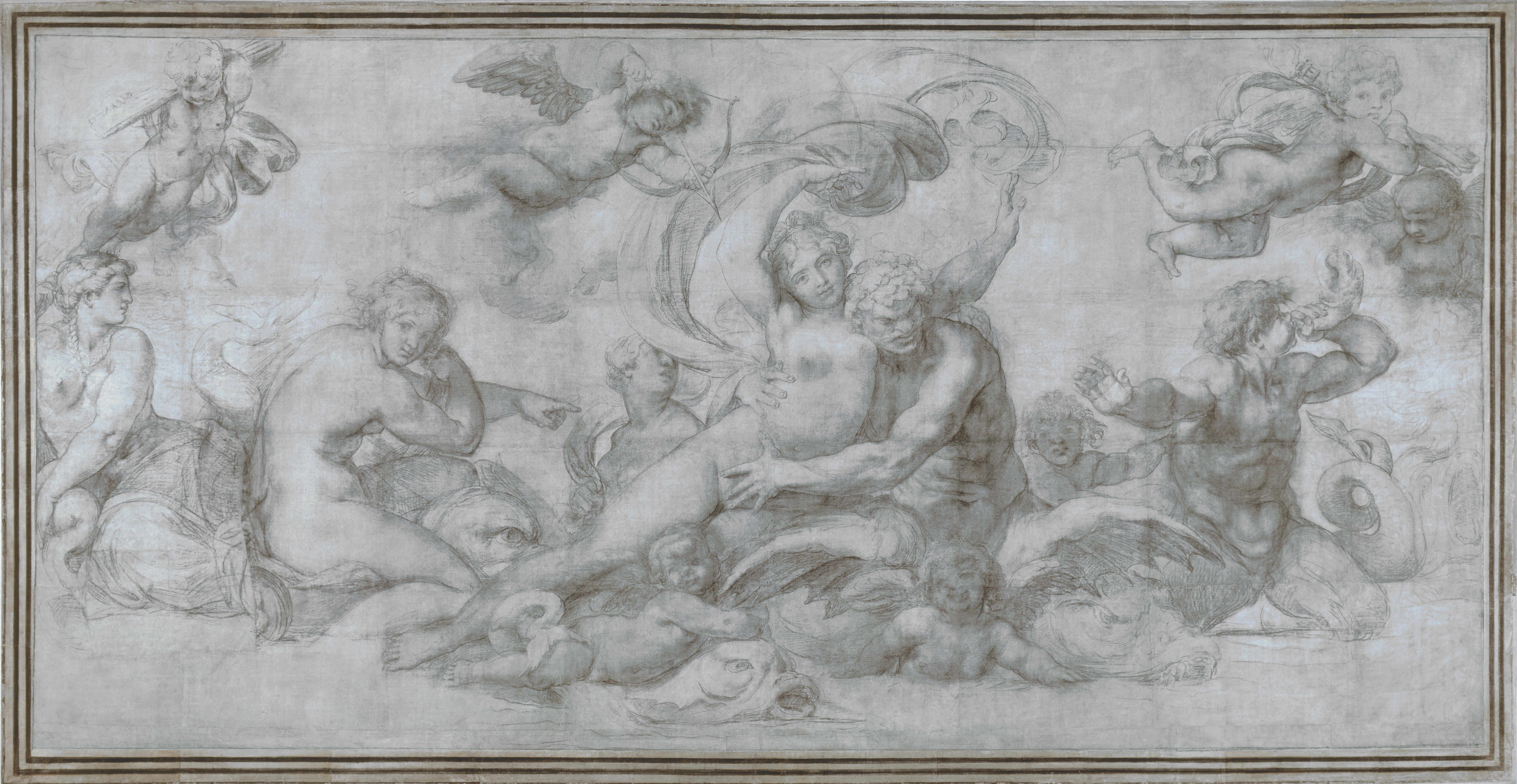
Le carton de la fresque, National Gallery.

La pose et les traits du visage du personnage féminin de la fresque ont été rapprochés de la statue de la Vénus callipyge, tandis que dans le visage du personnage masculin qui enlace la déesse au centre du cortège marin est identifiée la citation du buste de l'empereur Caracalla. Les deux sculptures se trouvaient au palais Farnèse et sont désormais au musée archéologique national de Naples.
Intéressante est enfin la confrontation de la fresque d'Agostino avec le carton (l'un des seuls subsistants). On peut constater que dans l'idée originale, le pubis de la divinité féminine n'était pas couvert du linge que l'on voit dans la peinture. Le geste de la main gauche du personnage masculin confère de ce fait une connotation décidément érotisante à la scène. Pour les auteurs qui lisent les histoires de la voûte dans une clé hédoniste, le Triomphe marin est l'un des témoignages les plus significatifs de l'esprit jouisseur qui caractérise les fresques du plafond de la galerie Farnèse.
(retour au plan de la voûte)

#### Diane et Endymion

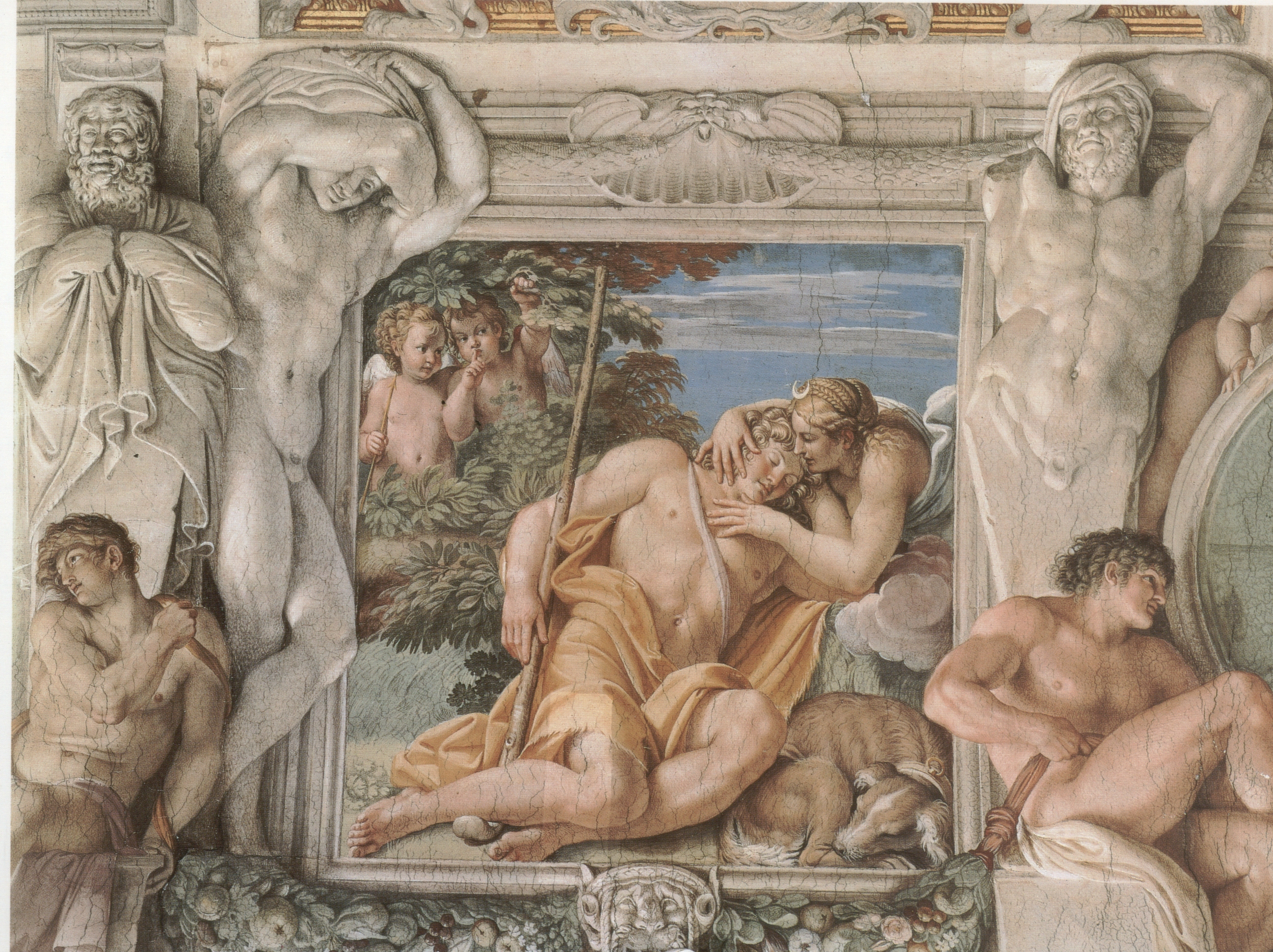
Diane et Endymion

Dans les plus anciennes versions du mythe d'Endymion, celui-ci est aimé de Séléné. C'est Séléné qui endort éternellement le jeune et beau berger pour l'aimer pendant son sommeil. Le personnage de Séléné est progressivement confondu avec celui de Diane, divinité elle aussi liée à la lune, qui finit par la remplacer dans l'histoire d'Endymion.

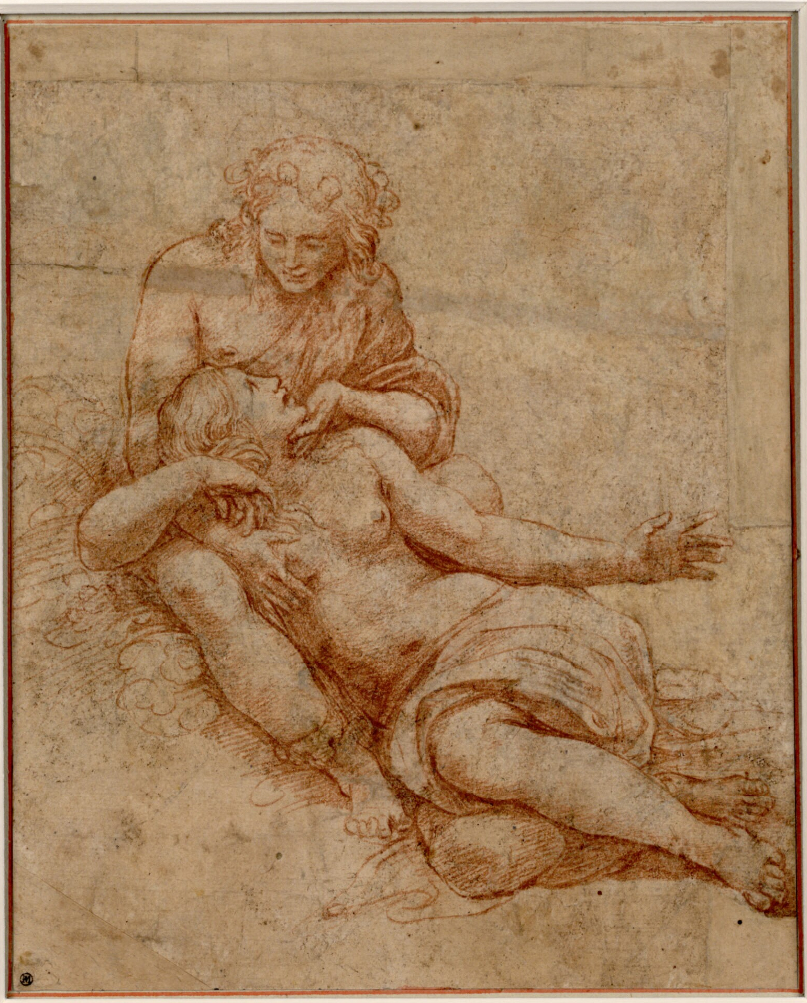
Jules Romain, Vénus et Adonis, étude pour la fresque de la Stufetta du cardinal Bibbiena, 1516, Albertina (Vienne).

La présence de Diane dans la fresque — comme peut-être déjà dans le tableau avec Diane et Pan — souligne la force du sentiment amoureux : même l'austère déesse de la chasse — « non più gelida e schiva ma tutta calda d'amoroso foco », pour citer Bellori — peut céder à ses appels.
Bellori décrit là encore efficacement l'action de Diane et l'habileté d'Annibale à rendre le moment représenté. Dans la façon d'enlacer délicatement Endymion endormi, Diane exprime son attirance pour le jeune homme en même temps que son attention à ne pas le réveiller.
Dans la partie gauche du tableau se trouve l'un des détails les plus célèbres de la galerie : deux cupidons à demi cachés dans les frondaisons espionnent la scène. L'un des deux, le doigt sur la bouche, recommande à son compagnon de faire silence pour ne pas perturber le sommeil d'Endymion. Le deuxième, « con lo strale in mano gode e ride, vedersi la più casta dea soggetta » (Bellori).
Le mythe d'Endymion a été maintes fois représenté sur des sarcophages d'époque romaine. À cette possible source d'inspiration s'ajoute la petite fresque avec Vénus et Adonis, de l'atelier de Raphaël, qui fait partie de la décoration de la Stufetta du cardinal Bibbiena.
(retour au plan de la voûte)